# Liste des cantons français au Grand Est depuis 2015
Cet article présente et répertorie la liste des 200 cantons de la région Grand Est.

## Ardennes (08) - 19 cantons
| Nom                    | Bureau centralisateur | Communes                             | Communes |
| ---------------------- | --------------------- | ------------------------------------ | --- |
| Attigny                | Attigny               | 79                                   | Alland'Huy-et-Sausseuil, Apremont, Ardeuil-et-Montfauxelles, Attigny, Aure, Autry, Beffu-et-le-Morthomme, Bouconville, Bourcq, Brécy-Brières, Cauroy, Challerange, Champigneulle, Charbogne, Chardeny, Chatel-Chéhéry, Chevières, Chuffilly-Roche, Condé-lès-Autry, Contreuve, Cornay, Coulommes-et-Marqueny, Dricourt, Écordal, Exermont, Falaise, Fléville, Givry, Grandham, Grandpré, Grivy-Loisy, Guincourt, Hauviné, Jonval, Lametz, Lançon, Leffincourt, Liry, Longwé, Machault, Manre, Marcq, Marquigny, Mars-sous-Bourcq, Marvaux-Vieux, Montcheutin, Monthois, Mont-Saint-Martin, Mont-Saint-Remy, Mouron, Neuville-Day, Olizy-Primat, Pauvres, Quilly, Rilly-sur-Aisne, La Sabotterie, Saint-Clément-à-Arnes, Saint-Étienne-à-Arnes, Saint-Juvin, Saint-Lambert-et-Mont-de-Jeux, Saint-Loup-Terrier, Saint-Morel, Saint-Pierre-à-Arnes, Sainte-Marie, Sainte-Vaubourg, Saulces-Champenoises, Savigny-sur-Aisne, Séchault, Semide, Semuy, Sommerance, Sugny, Suzanne, Tourcelles-Chaumont, Tourteron, Vaux-Champagne, Vaux-lès-Mouron, Voncq. |
| Bogny-sur-Meuse        | Bogny-sur-Meuse       | 12                                   | Bogny-sur-Meuse, Deville, Haulmé, Les Hautes-Rivières, Joigny-sur-Meuse, Laifour, Les Mazures, Montcornet, Monthermé, Renwez, Thilay, Tournavaux. |
| Carignan               | Carignan              | 38                                   | Auflance, Autrecourt-et-Pourron, Beaumont-en-Argonne, Bièvres, Blagny, Brévilly, Carignan, Les Deux-Villes, Douzy, Escombres-et-le-Chesnois, Euilly-et-Lombut, La Ferté-sur-Chiers, Fromy, Herbeuval, Létanne, Linay, Malandry, Margny, Margut, Matton-et-Clémency, Messincourt, Mogues, Moiry, Mouzon, Osnes, Puilly-et-Charbeaux, Pure, Sachy, Sailly, Sapogne-sur-Marche, Signy-Montlibert, Tétaigne, Tremblois-lès-Carignan, Vaux-lès-Mouzon, Villers-devant-Mouzon, Villy, Williers, Yoncq. |
| Charleville-Mézières-1 | Charleville-Mézières  | 7 + fraction de Charleville-Mézières | Belval, Cliron, Fagnon, Haudrecy, Prix-lès-Mézières, Tournes, Warcq et la première partie de Charleville-Mézières. |
| Charleville-Mézières-2 | Charleville-Mézières  | 5 + fraction de Charleville-Mézières | Arreux, Damouzy, Houldizy, Nouzonville, Sécheval et la deuxième partie de Charleville-Mézières. |
| Charleville-Mézières-3 | Charleville-Mézières  | 1 + fraction de Charleville-Mézières | Montcy-Notre-Dame et la troisième partie de Charleville-Mézières. |
| Charleville-Mézières-4 | Charleville-Mézières  | 1 + fraction de Charleville-Mézières | La Francheville et la dernière partie de Charleville-Mézières. |
| Château-Porcien        | Château-Porcien       | 47                                   | Aire, Alincourt, Annelles, Asfeld, Aussonce, Avançon, Avaux, Balham, Banogne-Recouvrance, Bergnicourt, Bignicourt, Blanzy-la-Salonnaise, Brienne-sur-Aisne, Château-Porcien, Le Châtelet-sur-Retourne, Condé-lès-Herpy, L'Écaille, Écly, Gomont, Hannogne-Saint-Rémy, Hauteville, Herpy-l'Arlésienne, Houdilcourt, Inaumont, Juniville, Ménil-Annelles, Ménil-Lépinois, Neuflize, La Neuville-en-Tourne-à-Fuy, Perthes, Poilcourt-Sydney, Roizy, Saint-Fergeux, Saint-Germainmont, Saint-Loup-en-Champagne, Saint-Quentin-le-Petit, Saint-Remy-le-Petit, Sault-Saint-Remy, Seraincourt, Sévigny-Waleppe, Son, Tagnon, Taizy, Le Thour, Vieux-lès-Asfeld, Villers-devant-le-Thour, Ville-sur-Retourne. |
| Givet                  | Givet                 | 12                                   | Aubrives, Charnois, Chooz, Foisches, Fromelennes, Givet, Ham-sur-Meuse, Hierges, Landrichamps, Rancennes, Vireux-Molhain, Vireux-Wallerand. |
| Nouvion-sur-Meuse      | Nouvion-sur-Meuse     | 32                                   | Les Ayvelles, Baâlons, Boulzicourt, Bouvellemont, Chagny, Chalandry-Élaire, Champigneul-sur-Vence, Dom-le-Mesnil, Étrépigny, Évigny, Flize, Guignicourt-sur-Vence, Hannogne-Saint-Martin, La Horgne, Mazerny, Mondigny, Montigny-sur-Vence, Nouvion-sur-Meuse, Omicourt, Omont, Poix-Terron, Saint-Marceau, Saint-Pierre-sur-Vence, Sapogne-et-Feuchères, Singly, Touligny, Vendresse, Villers-le-Tilleul, Villers-sur-le-Mont, Vrigne-Meuse, Warnécourt, Yvernaumont. |
| Rethel                 | Rethel                | 18                                   | Acy-Romance, Amagne, Ambly-Fleury, Arnicourt, Barby, Bertoncourt, Biermes, Corny-Machéroménil, Coucy, Doux, Mont-Laurent, Nanteuil-sur-Aisne, Novy-Chevrières, Rethel, Sault-lès-Rethel, Seuil, Sorbon, Thugny-Trugny. |
| Revin                  | Revin                 | 7                                    | Anchamps, Fépin, Fumay, Hargnies, Haybes, Montigny-sur-Meuse, Revin. |
| Rocroi                 | Rocroi                | 33                                   | Auge, Auvillers-les-Forges, Blombay, Bourg-Fidèle, Brognon, Le Châtelet-sur-Sormonne, Chilly, Étalle, Éteignières, Fligny, Gué-d'Hossus, Ham-les-Moines, Harcy, Laval-Morency, Lonny, Maubert-Fontaine, Murtin-et-Bogny, La Neuville-aux-Joûtes, Neuville-lez-Beaulieu, Neuville-lès-This, Regniowez, Remilly-les-Pothées, Rimogne, Rocroi, Saint-Marcel, Sévigny-la-Forêt, Signy-le-Petit, Sormonne, Sury, Taillette, Tarzy, This, Tremblois-lès-Rocroi. |
| Sedan-1                | Sedan                 | 8 + fraction de Sedan                | Cheveuges, Donchery, Noyers-Pont-Maugis, Saint-Aignan, Thelonne, Villers-sur-Bar, Vrigne aux Bois, Wadelincourt et la première partie de Sedan. |
| Sedan-2                | Sedan                 | 7 + fraction de Sedan                | La Chapelle, Fleigneux, Floing, Givonne, Glaire, Illy, Saint-Menges et la deuxième partie de Sedan. |
| Sedan-3                | Sedan                 | 6 + fraction de Sedan                | Balan, Bazeilles, Daigny, Francheval, Pouru-aux-Bois, Pouru-Saint-Remy et la dernière partie de Sedan. |
| Signy-l'Abbaye         | Signy-l'Abbaye        | 71                                   | Antheny, Aouste, Aubigny-les-Pothées, Auboncourt-Vauzelles, Barbaise, Blanchefosse-et-Bay, Bossus-lès-Rumigny, Cernion, Champlin, Chappes, Chaumont-Porcien, Chesnois-Auboncourt, Clavy-Warby, Dommery, Doumely-Bégny, Draize, L'Échelle, Estrebay, Faissault, Faux, La Férée, Flaignes-Havys, Fraillicourt, Le Fréty, Girondelle, Givron, Grandchamp, Gruyères, Hagnicourt, Hannappes, Jandun, Justine-Herbigny, Lalobbe, Launois-sur-Vence, Lépron-les-Vallées, Liart, Logny-Bogny, Lucquy, Maranwez, Marby, Marlemont, Mesmont, Montmeillant, Neufmaison, La Neuville-lès-Wasigny, Neuvizy, Novion-Porcien, Prez, Puiseux, Raillicourt, Remaucourt, Renneville, Rocquigny, La Romagne, Rouvroy-sur-Audry, Rubigny, Rumigny, Saint-Jean-aux-Bois, Saulces-Monclin, Sery, Signy-l'Abbaye, Sorcy-Bauthémont, Thin-le-Moutier, Vaux-lès-Rubigny, Vaux-Montreuil, Vaux-Villaine, Viel-Saint-Remy, Villers-le-Tourneur, Wagnon, Wasigny, Wignicourt. |
| Villers-Semeuse        | Villers-Semeuse       | 11                                   | Aiglemont, Gernelle, Gespunsart, La Grandville, Issancourt-et-Rumel, Lumes, Neufmanil, Saint-Laurent, Villers-Semeuse, Ville-sur-Lumes, Vivier-au-Court. |
| Vouziers               | Vouziers              | 50                                   | Angecourt, Artaise-le-Vivier, Authe, Autruche, Bairon et ses environs, Ballay, Bar-lès-Buzancy, Bayonville, Belleville-et-Châtillon-sur-Bar, Belval-Bois-des-Dames, La Berlière, La Besace, Boult-aux-Bois, Brieulles-sur-Bar, Briquenay, Bulson, Buzancy, Chémery-Chéhéry, La Croix-aux-Bois, Fossé, Germont, Les Grandes-Armoises, Haraucourt, Harricourt, Imécourt, Landres-et-Saint-Georges, Maisoncelle-et-Villers, Montgon, La Neuville-à-Maire, Noirval, Nouart, Oches, Les Petites-Armoises, Quatre-Champs, Raucourt-et-Flaba, Remilly-Aillicourt, Saint-Pierremont, Sauville, Sommauthe, Stonne, Sy, Tailly, Tannay-le-Mont-Dieu, Thénorgues, Toges, Vandy, Vaux-en-Dieulet, Verpel, Verrières, Vouziers. |

## Aube (10) - 17 cantons
| Nom                     | Bureau centralisateur   | Communes               | Communes |
| ----------------------- | ----------------------- | ---------------------- | --- |
| Aix-Villemaur-Pâlis     | Aix-Villemaur-Pâlis     | 36                     | Aix-Villemaur-Pâlis, Auxon, Bercenay-en-Othe, Bérulle, Bucey-en-Othe, Chamoy, Chennegy, Chessy-les-Prés, Coursan-en-Othe, Courtaoult, Les Croûtes, Davrey, Eaux-Puiseaux, Ervy-le-Châtel, Estissac, Fontvannes, Maraye-en-Othe, Marolles-sous-Lignières, Messon, Montfey, Montigny-les-Monts, Neuville-sur-Vanne, Nogent-en-Othe, Paisy-Cosdon, Planty, Prugny, Racines, Rigny-le-Ferron, Saint-Benoist-sur-Vanne, Saint-Mards-en-Othe, Saint-Phal, Vauchassis, Villemoiron-en-Othe, Villeneuve-au-Chemin, Vosnon, Vulaines. |
| Arcis-sur-Aube          | Arcis-sur-Aube          | 47                     | Allibaudières, Arcis-sur-Aube, Aubeterre, Avant-lès-Ramerupt, Brillecourt, Champigny-sur-Aube, Charmont-sous-Barbuise, Chaudrey, Le Chêne, Coclois, Dampierre, Dommartin-le-Coq, Dosnon, Feuges, Grandville, Herbisse, Isle-Aubigny, Lhuître, Longsols, Luyères, Mailly-le-Camp, Mesnil-la-Comtesse, Mesnil-Lettre, Montsuzain, Morembert, Nogent-sur-Aube, Nozay, Ormes, Ortillon, Poivres, Pouan-les-Vallées, Pougy, Ramerupt, Saint-Étienne-sous-Barbuise, Saint-Nabord-sur-Aube, Saint-Remy-sous-Barbuise, Semoine, Torcy-le-Grand, Torcy-le-Petit, Trouans, Vaucogne, Vaupoisson, Verricourt, Villette-sur-Aube, Villiers-Herbisse, Vinets, Voué. |
| Bar-sur-Aube            | Bar-sur-Aube            | 48                     | Ailleville, Arconville, Arrentières, Arsonval, Baroville, Bar-sur-Aube, Bayel, Bergères, Bligny, La Chaise, Champignol-lez-Mondeville, Chaumesnil, Colombé-la-Fosse, Colombé-le-Sec, Couvignon, Crespy-le-Neuf, Éclance, Engente, Épothémont, Fontaine, Fravaux, Fresnay, Fuligny, Jaucourt, Juvancourt, Juzanvigny, Lévigny, Lignol-le-Château, Longchamp-sur-Aujon, Maisons-lès-Soulaines, Meurville, Montier-en-l'Isle, Morvilliers, Petit-Mesnil, Proverville, La Rothière, Rouvres-les-Vignes, Saulcy, Soulaines-Dhuys, Spoy, Thil, Thors, Urville, Vernonvilliers, Ville-aux-Bois, Ville-sous-la-Ferté, Ville-sur-Terre, Voigny. |
| Bar-sur-Seine           | Bar-sur-Seine           | 46                     | Bar-sur-Seine, Bertignolles, Bourguignons, Briel-sur-Barse, Buxeuil, Buxières-sur-Arce, Celles-sur-Ource, Chacenay, Chappes, Chauffour-lès-Bailly, Chervey, Courtenot, Courteron, Cunfin, Éguilly-sous-Bois, Essoyes, Fontette, Fouchères, Fralignes, Gyé-sur-Seine, Jully-sur-Sarce, Landreville, Loches-sur-Ource, Magnant, Marolles-lès-Bailly, Merrey-sur-Arce, Mussy-sur-Seine, Neuville-sur-Seine, Noé-les-Mallets, Plaines-Saint-Lange, Poligny, Polisot, Polisy, Rumilly-lès-Vaudes, Saint-Parres-lès-Vaudes, Saint-Usage, Thieffrain, Vaudes, Verpillières-sur-Ource, Villemorien, Villemoyenne, Ville-sur-Arce, Villy-en-Trodes, Virey-sous-Bar, Vitry-le-Croisé, Viviers-sur-Artaut. |
| Brienne-le-Château      | Brienne-le-Château      | 53                     | Arrembécourt, Assencières, Aulnay, Bailly-le-Franc, Balignicourt, Bétignicourt, Blaincourt-sur-Aube, Blignicourt, Bouy-Luxembourg, Braux, Brévonnes, Brienne-la-Vieille, Brienne-le-Château, Chalette-sur-Voire, Chavanges, Courcelles-sur-Voire, Dienville, Donnement, Dosches, Épagne, Géraudot, Hampigny, Jasseines, Joncreuil, Juvanzé, Lassicourt, Lentilles, Lesmont, Magnicourt, Maizières-lès-Brienne, Mathaux, Mesnil-Sellières, Molins-sur-Aube, Montmorency-Beaufort, Onjon, Pars-lès-Chavanges, Pel-et-Der, Perthes-lès-Brienne, Piney, Précy-Notre-Dame, Précy-Saint-Martin, Radonvilliers, Rances, Rosnay-l'Hôpital, Rouilly-Sacey, Saint-Christophe-Dodinicourt, Saint-Léger-sous-Brienne, Saint-Léger-sous-Margerie, Unienville, Val-d'Auzon, Vallentigny, Villeret, Yèvres-le-Petit. |
| Creney-près-Troyes      | Creney-près-Troyes      | 33                     | Bessy, Boulages, Champfleury, Chapelle-Vallon, Charny-le-Bachot, Châtres, Chauchigny, Creney-près-Troyes, Droupt-Saint-Basle, Droupt-Sainte-Marie, Étrelles-sur-Aube, Fontaine-les-Grès, Les Grandes-Chapelles, Lavau, Longueville-sur-Aube, Mergey, Méry-sur-Seine, Mesgrigny, Plancy-l'Abbaye, Prémierfait, Rhèges, Rilly-Sainte-Syre, Saint-Benoît-sur-Seine, Saint-Mesmin, Saint-Oulph, Sainte-Maure, Salon, Savières, Vailly, Vallant-Saint-Georges, Viâpres-le-Petit, Villacerf, Villechétif. |
| Nogent-sur-Seine        | Nogent-sur-Seine        | 23                     | Barbuise, Bouy-sur-Orvin, Courceroy, Ferreux-Quincey, Fontaine-Mâcon, Fontenay-de-Bossery, Gumery, La Louptière-Thénard, Marnay-sur-Seine, Le Mériot, Montpothier, La Motte-Tilly, Nogent-sur-Seine, Périgny-la-Rose, Plessis-Barbuise, Pont-sur-Seine, Saint-Aubin, Saint-Nicolas-la-Chapelle, La Saulsotte, Soligny-les-Étangs, Traînel, Villenauxe-la-Grande, La Villeneuve-au-Châtelot. |
| Les Riceys              | Les Riceys              | 57                     | Arrelles, Assenay, Avirey-Lingey, Avreuil, Bagneux-la-Fosse, Balnot-la-Grange, Balnot-sur-Laignes, Bernon, Les Bordes-Aumont, Bouilly, Bragelogne-Beauvoir, Channes, Chaource, Chaserey, Chesley, Cormost, Coussegrey, Crésantignes, Cussangy, Étourvy, Fays-la-Chapelle, Les Granges, Javernant, Jeugny, Lagesse, Laines-aux-Bois, Lantages, Lignières, Lirey, La Loge-Pomblin, Les Loges-Margueron, Longeville-sur-Mogne, Machy, Maisons-lès-Chaource, Maupas, Metz-Robert, Montceaux-lès-Vaudes, Pargues, Praslin, Prusy, Les Riceys, Roncenay, Saint-Jean-de-Bonneval, Saint-Pouange, Sommeval, Souligny, Turgy, Vallières, Vanlay, La Vendue-Mignot, Villemereuil, Villery, Villiers-le-Bois, Villiers-sous-Praslin, Villy-le-Bois, Villy-le-Maréchal, Vougrey.                                  |
| Romilly-sur-Seine       | Romilly-sur-Seine       | 6                      | Crancey, Gélannes, Maizières-la-Grande-Paroisse, Pars-lès-Romilly, Romilly-sur-Seine, Saint-Hilaire-sous-Romilly. |
| Saint-André-les-Vergers | Saint-André-les-Vergers | 5                      | La Rivière-de-Corps, Rosières-près-Troyes, Saint-André-les-Vergers, Saint-Germain, Torvilliers. |
| Saint-Lyé               | Saint-Lyé               | 33                     | Avant-lès-Marcilly, Avon-la-Pèze, Barberey-Saint-Sulpice, Bercenay-le-Hayer, Bourdenay, Charmoy, Dierrey-Saint-Julien, Dierrey-Saint-Pierre, Échemines, Faux-Villecerf, Fay-lès-Marcilly, La Fosse-Corduan, Macey, Marcilly-le-Hayer, Marigny-le-Châtel, Mesnil-Saint-Loup, Montgueux, Origny-le-Sec, Orvilliers-Saint-Julien, Ossey-les-Trois-Maisons, Le Pavillon-Sainte-Julie, Payns, Pouy-sur-Vannes, Prunay-Belleville, Rigny-la-Nonneuse, Saint-Flavy, Saint-Loup-de-Buffigny, Saint-Lupien, Saint-Lyé, Saint-Martin-de-Bossenay, Trancault, Villadin, Villeloup. |
| Troyes-1                | Troyes                  | Fraction de Troyes     | La première partie de Troyes. |
| Troyes-2                | Troyes                  | 2 + fraction de Troyes | Les Noës-près-Troyes, Sainte-Savine et la deuxième partie de Troyes. |
| Troyes-3                | Troyes                  | 1 + fraction de Troyes | La Chapelle-Saint-Luc et la troisième partie de Troyes. |
| Troyes-4                | Troyes                  | 3 + fraction de Troyes | Pont-Sainte-Marie, Saint-Julien-les-Villas, Saint-Parres-aux-Tertres et la quatrième partie de Troyes. |
| Troyes-5                | Troyes                  | Fraction de Troyes     | La dernière partie de Troyes. |
| Vendeuvre-sur-Barse     | Vendeuvre-sur-Barse     | 37                     | Amance, Argançon, Beurey, Bossancourt, Bouranton, Bréviandes, Buchères, Champ-sur-Barse, Clérey, Courteranges, Dolancourt, Fresnoy-le-Château, Isle-Aumont, Jessains, Laubressel, La Loge-aux-Chèvres, Longpré-le-Sec, Lusigny-sur-Barse, Magny-Fouchard, Maison-des-Champs, Mesnil-Saint-Père, Montaulin, Montiéramey, Montmartin-le-Haut, Montreuil-sur-Barse, Moussey, Puits-et-Nuisement, Rouilly-Saint-Loup, Ruvigny, Saint-Léger-près-Troyes, Saint-Thibault, Thennelières, Trannes, Vauchonvilliers, Vendeuvre-sur-Barse, Verrières, La Villeneuve-au-Chêne. |

## Marne (51) - 23 cantons
| Nom                                   | Bureau centralisateur | Communes                              | Communes |
| ------------------------------------- | --------------------- | ------------------------------------- | --- |
| Argonne Suippe et Vesle               | Sainte-Menehould      | 79                                    | Argers, Auve, Belval-en-Argonne, Berzieux, Binarville, Braux-Sainte-Cohière, Braux-Saint-Remy, Bussy-le-Château, Cernay-en-Dormois, La Chapelle-Felcourt, Les Charmontois, Le Châtelier, Châtrices, Chaudefontaine, Le Chemin, La Cheppe, Contault, Courtémont, Courtisols, La Croix-en-Champagne, Cuperly, Dampierre-le-Château, Dommartin-Dampierre, Dommartin-sous-Hans, Dommartin-Varimont, Éclaires, Élise-Daucourt, Épense, Florent-en-Argonne, Fontaine-en-Dormois, Givry-en-Argonne, Gizaucourt, Gratreuil, Hans, Herpont, Jonchery-sur-Suippe, Laval-sur-Tourbe, Maffrécourt, Malmy, Massiges, Minaucourt-le-Mesnil-lès-Hurlus, Moiremont, La Neuville-aux-Bois, La Neuville-au-Pont, Noirlieu, Passavant-en-Argonne, Poix, Rapsécourt, Remicourt, Rouvroy-Ripont, Saint-Hilaire-le-Grand, Saint-Jean-sur-Tourbe, Saint-Mard-sur-Auve, Saint-Mard-sur-le-Mont, Saint-Remy-sur-Bussy, Saint-Thomas-en-Argonne, Sainte-Marie-à-Py, Sainte-Menehould, Servon-Melzicourt, Sivry-Ante, Somme-Bionne, Somme-Suippe, Somme-Tourbe, Somme-Vesle, Somme-Yèvre, Sommepy-Tahure, Souain-Perthes-lès-Hurlus, Suippes, Tilloy-et-Bellay, Valmy, Le Vieil-Dampierre, Vienne-la-Ville, Vienne-le-Château, Ville-sur-Tourbe, Villers-en-Argonne, Virginy, Voilemont, Wargemoulin-Hurlus. |
| Bourgogne-Fresne                      | Bourgogne-Fresne      | 27                                    | Auménancourt, Bazancourt, Beine-Nauroy, Berméricourt, Berru, Boult-sur-Suippe, Bourgogne-Fresne, Brimont, Caurel, Cauroy-lès-Hermonville, Cormicy, Courcy, Hermonville, Heutrégiville, Isles-sur-Suippe, Lavannes, Loivre, Merfy, Nogent-l'Abbesse, Pomacle, Pouillon, Saint-Étienne-sur-Suippe, Saint-Thierry, Thil, Villers-Franqueux, Warmeriville, Witry-lès-Reims. |
| Châlons-en-Champagne-1                | Châlons-en-Champagne  | 3 + fraction de Châlons-en-Champagne  | Compertrix, Coolus, Fagnières et la première partie de Châlons-en-Champagne. |
| Châlons-en-Champagne-2                | Châlons-en-Champagne  | 18 + fraction de Châlons-en-Champagne | Aigny, Aulnay-sur-Marne, Champigneul-Champagne, Cherville, Condé-sur-Marne, Les Grandes-Loges, Isse, Jâlons, Juvigny, Matougues, Recy, Saint-Gibrien, Saint-Martin-sur-le-Pré, Saint-Pierre, Thibie, La Veuve, Villers-le-Château, Vraux et la deuxième partie de Châlons-en-Champagne. |
| Châlons-en-Champagne-3                | Châlons-en-Champagne  | 41 + fraction de Châlons-en-Champagne | Breuvery-sur-Coole, Bussy-Lettrée, Cernon, Cheniers, Cheppes-la-Prairie, Chepy, Coupetz, Coupéville, Dampierre-sur-Moivre, Dommartin-Lettrée, Écury-sur-Coole, L'Épine, Faux-Vésigneul, Francheville, Le Fresne, Haussimont, Lenharrée, Mairy-sur-Marne, Marson, Moivre, Moncetz-Longevas, Montépreux, Nuisement-sur-Coole, Omey, Pogny, Saint-Étienne-au-Temple, Saint-Germain-la-Ville, Saint-Jean-sur-Moivre, Saint-Martin-aux-Champs, Saint-Memmie, Saint-Quentin-sur-Coole, Sarry, Sogny-aux-Moulins, Sommesous, Soudé, Soudron, Togny-aux-Bœufs, Vassimont-et-Chapelaine, Vatry, Vésigneul-sur-Marne, Vitry-la-Ville et la dernière partie de Châlons-en-Champagne. |
| Dormans-Paysages de Champagne         | Dormans               | 70                                    | Anthenay, Aougny, Le Baizil, Bannay, Baslieux-sous-Châtillon, Baye, Beaunay, Belval-sous-Châtillon, Cœur-de-la-Vallée, Bligny, Boursault, Le Breuil, Brouillet, La Caure, Chambrecy, Champaubert, Champlat-et-Boujacourt, Champvoisy, La Chapelle-sous-Orbais, Châtillon-sur-Marne, Chaumuzy, Coizard-Joches, Congy, Cormoyeux, Corribert, Courjeonnet, Courthiézy, Cuchery, Cuisles, Damery, Dormans, Étoges, Fèrebrianges, Festigny, Fleury-la-Rivière, Igny-Comblizy, Jonquery, Lagery, Leuvrigny, Lhéry, Mareuil-en-Brie, Mareuil-le-Port, Marfaux, Margny, Montmort-Lucy, Nesle-le-Repons, La Neuville-aux-Larris, Œuilly, Olizy, Orbais-l'Abbaye, Passy-Grigny, Poilly, Pourcy, Romery, Romigny, Saint-Martin-d'Ablois, Sainte-Gemme, Sarcy, Suizy-le-Franc, Talus-Saint-Prix, Tramery, Troissy, Vandières, Vauciennes, Venteuil, Verneuil, Ville-en-Tardenois, La Ville-sous-Orbais, Vincelles. |
| Épernay-1                             | Épernay               | 17 + fraction d'Épernay               | Ambonnay, Avenay-Val-d'Or, Aÿ-Champagne, Bouzy, Champillon, Cumières, Dizy, Fontaine-sur-Ay, Germaine, Hautvillers, Magenta, Mardeuil, Mutigny, Nanteuil-la-Forêt, Saint-Imoges, Tours-sur-Marne, Val-de-Livre et la première partie d'Épernay. |
| Épernay-2                             | Épernay               | 17 + fraction d'Épernay               | Avize, Brugny-Vaudancourt, Chavot-Courcourt, Chouilly, Cramant, Cuis, Flavigny, Grauves, Les Istres-et-Bury, Mancy, Monthelon, Morangis, Moussy, Oiry, Pierry, Plivot, Vinay et la seconde partie d'Épernay. |
| Fismes-Montagne de Reims              | Fismes                | 53                                    | Arcis-le-Ponsart, Aubilly, Baslieux-lès-Fismes, Bouilly, Bouleuse, Bouvancourt, Branscourt, Breuil-sur-Vesle, Châlons-sur-Vesle, Chamery, Chenay, Coulommes-la-Montagne, Courcelles-Sapicourt, Courlandon, Courmas, Courtagnon, Courville, Crugny, Écueil, Faverolles-et-Coëmy, Fismes, Germigny, Gueux, Hourges, Janvry, Jonchery-sur-Vesle, Jouy-lès-Reims, Magneux, Méry-Prémecy, Les Mesneux, Montigny-sur-Vesle, Mont-sur-Courville, Muizon, Ormes, Pargny-lès-Reims, Pévy, Prouilly, Romain, Rosnay, Sacy, Saint-Euphraise-et-Clairizet, Saint-Gilles, Savigny-sur-Ardres, Sermiers, Serzy-et-Prin, Thillois, Treslon, Trigny, Unchair, Vandeuil, Ventelay, Ville-Dommange, Vrigny. |
| Mourmelon-Vesle et Monts de Champagne | Mourmelon-le-Grand    | 36                                    | Aubérive, Baconnes, Beaumont-sur-Vesle, Bétheniville, Billy-le-Grand, Bouy, Chigny-les-Roses, Dontrien, Époye, Livry-Louvercy, Ludes, Mailly-Champagne, Montbré, Mourmelon-le-Grand, Mourmelon-le-Petit, La Neuville-au-Temple, Les Petites-Loges, Pontfaverger-Moronvilliers, Prosnes, Rilly-la-Montagne, Saint-Hilaire-le-Petit, Saint-Martin-l'Heureux, Saint-Masmes, Saint-Souplet-sur-Py, Selles, Sept-Saulx, Trépail, Vadenay, Val-de-Vesle, Vaudemange, Vaudesincourt, Verzenay, Verzy, Ville-en-Selve, Villers-Allerand, Villers-Marmery. |
| Reims-1                               | Reims                 | Fraction de Reims                     | La première partie de Reims. |
| Reims-2                               | Reims                 | Fraction de Reims                     | La deuxième partie de Reims. |
| Reims-3                               | Reims                 | Fraction de Reims                     | La troisième partie de Reims. |
| Reims-4                               | Reims                 | 5 + fraction de Reims                 | Bezannes, Champfleury, Champigny, Tinqueux, Villers-aux-Nœuds et la quatrième partie de Reims. |
| Reims-5                               | Reims                 | 2 + fraction de Reims                 | Bétheny, Saint-Brice-Courcelles et la cinquième partie de Reims. |
| Reims-6                               | Reims                 | Fraction de Reims                     | La sixième partie de Reims. |
| Reims-7                               | Reims                 | Fraction de Reims                     | La septième partie de Reims. |
| Reims-8                               | Reims                 | + fraction de Reims                   | Cernay-lès-Reims, Cormontreuil, Prunay, Puisieulx, Saint-Léonard, Sillery, Taissy, Trois-Puits et la huitième partie de Reims. |
| Reims-9                               | Reims                 | Fraction de Reims                     | La dernière partie de Reims. |
| Sermaize-les-Bains                    | Sermaize-les-Bains    | 75                                    | Alliancelles, Ambrières, Arrigny, Bassu, Bassuet, Bettancourt-la-Longue, Bignicourt-sur-Saulx, Blesme, Brandonvillers, Brusson, Le Buisson, Bussy-le-Repos, Changy, Charmont, Châtillon-sur-Broué, Cheminon, Cloyes-sur-Marne, Dompremy, Drosnay, Écollemont, Écriennes, Étrepy, Favresse, Giffaumont-Champaubert, Gigny-Bussy, Haussignémont, Hauteville, Heiltz-l'Évêque, Heiltz-le-Hutier, Heiltz-le-Maurupt, Isle-sur-Marne, Jussecourt-Minecourt, Landricourt, Larzicourt, Lisse-en-Champagne, Luxémont-et-Villotte, Matignicourt-Goncourt, Maurupt-le-Montois, Merlaut, Moncetz-l'Abbaye, Norrois, Orconte, Outines, Outrepont, Pargny-sur-Saulx, Plichancourt, Ponthion, Possesse, Reims-la-Brûlée, Saint-Amand-sur-Fion, Saint-Eulien, Saint-Jean-devant-Possesse, Saint-Lumier-en-Champagne, Saint-Lumier-la-Populeuse, Saint-Quentin-les-Marais, Saint-Remy-en-Bouzemont-Saint-Genest-et-Isson, Saint-Vrain, Sainte-Marie-du-Lac-Nuisement, Sapignicourt, Scrupt, Sermaize-les-Bains, Sogny-en-l'Angle, Thiéblemont-Farémont, Trois-Fontaines-l'Abbaye, Val-de-Vière, Vanault-le-Châtel, Vanault-les-Dames, Vauclerc, Vavray-le-Grand, Vavray-le-Petit, Villers-le-Sec, Vitry-en-Perthois, Vouillers, Vroil.                                                            |
| Sézanne-Brie et Champagne             | Sézanne               | 61                                    | Allemant, Barbonne-Fayel, Bergères-sous-Montmirail, Bethon, Boissy-le-Repos, Bouchy-Saint-Genest, Broussy-le-Petit, Broyes, Champguyon, Chantemerle, Charleville, Châtillon-sur-Morin, Chichey, Corfélix, Corrobert, Courgivaux, Escardes, Les Essarts-le-Vicomte, Les Essarts-lès-Sézanne, Esternay, Fontaine-Denis-Nuisy, La Forestière, Fromentières, Le Gault-Soigny, Gaye, Janvilliers, Joiselle, Lachy, Linthelles, Linthes, Mécringes, Le Meix-Saint-Époing, Mœurs-Verdey, Mondement-Montgivroux, Montgenost, Montmirail, Montgenost, Montmirail, Morsains, Nesle-la-Reposte, Neuvy, La Noue, Oyes, Péas, Queudes, Rieux, Saint-Bon, Saint-Loup, Saint-Remy-sous-Broyes, Saudoy, Sézanne, Soizy-aux-Bois, Le Thoult-Trosnay, Tréfols, Vauchamps, Verdon, Le Vézier, Villeneuve-la-Lionne, La Villeneuve-lès-Charleville, Villeneuve-Saint-Vistre-et-Villevotte, Vindey. |
| Vertus-Plaine Champenoise             | Blancs-Coteaux        | 60                                    | Allemanche-Launay-et-Soyer, Anglure, Angluzelles-et-Courcelles, Athis, Bagneux, Bannes, Baudement, Bergères-lès-Vertus, Blancs-Coteaux, Broussy-le-Grand, La Celle-sous-Chantemerle, Chaintrix-Bierges, Chaltrait, La Chapelle-Lasson, Clamanges, Clesles, Conflans-sur-Seine, Connantray-Vaurefroy, Connantre, Corroy, Courcemain, Écury-le-Repos, Esclavolles-Lurey, Étréchy, Euvy, Faux-Fresnay, Fère-Champenoise, Germinon, Givry-lès-Loisy, Gourgançon, Granges-sur-Aube, Loisy-en-Brie, Marcilly-sur-Seine, Marigny, Marsangis, Le Mesnil-sur-Oger, Moslins, Ognes, Pierre-Morains, Pleurs, Pocancy, Potangis, Rouffy, Saint-Just-Sauvage, Saint-Mard-lès-Rouffy, Saint-Quentin-le-Verger, Saint-Saturnin, Saron-sur-Aube, Soulières, Thaas, Trécon, Val-des-Marais, Vélye, Vert-Toulon, Villeneuve-Renneville-Chevigny, Villers-aux-Bois, Villeseneux, Villiers-aux-Corneilles, Vouarces, Vouzy. |
| Vitry-le-François-Champagne et Der    | Vitry-le-François     | 35                                    | Ablancourt, Arzillières-Neuville, Aulnay-l'Aître, Bignicourt-sur-Marne, Blacy, Blaise-sous-Arzillières, Bréban, Chapelaine, Châtelraould-Saint-Louvent, La Chaussée-sur-Marne, Coole, Corbeil, Courdemanges, Couvrot, Drouilly, Frignicourt, Glannes, Huiron, Humbauville, Lignon, Loisy-sur-Marne, Maisons-en-Champagne, Margerie-Hancourt, Marolles, Le Meix-Tiercelin, Pringy, Les Rivières-Henruel, Saint-Chéron, Saint-Ouen-Domprot, Saint-Utin, Sompuis, Somsois, Songy, Soulanges, Vitry-le-François. |

## Haute-Marne (52) - 17 cantons
| Nom                 | Bureau centralisateur | Communes                      | Communes |
| ------------------- | --------------------- | ----------------------------- | --- |
| Bologne             | Bologne               | 38                            | Andelot-Blancheville, Annéville-la-Prairie, Bologne, Bourdons-sur-Rognon, Briaucourt, Cerisières, Chantraines, Cirey-lès-Mareilles, Consigny, Daillancourt, Darmannes, Domremy-Landéville, Doulaincourt-Saucourt, Ecot-la-Combe, Froncles, La Genevroye, Guindrecourt-sur-Blaise, Lamancine, Marbéville, Mareilles, Meures, Mirbel, Montot-sur-Rognon, Ormoy-lès-Sexfontaines, Oudincourt, Reynel, Rimaucourt, Rochefort-sur-la-Côte, Roches-Bettaincourt, Rouécourt, Sexfontaines, Signéville, Soncourt-sur-Marne, Viéville, Vignes-la-Côte, Vignory, Vouécourt, Vraincourt. |
| Bourbonne-les-Bains | Bourbonne-les-Bains   | 36                            | Aigremont, Avrecourt, Bourbonne-les-Bains, Buxières-lès-Clefmont, Celles-en-Bassigny, Le Châtelet-sur-Meuse, Chauffourt, Choiseul, Clefmont, Coiffy-le-Haut, Daillecourt, Dammartin-sur-Meuse, Damrémont, Enfonvelle, Frécourt, Fresnes-sur-Apance, Is-en-Bassigny, Laneuvelle, Larivière-Arnoncourt, Lavernoy, Lavilleneuve, Marcilly-en-Bassigny, Melay, Montcharvot, Neuvelle-lès-Voisey, Noyers, Parnoy-en-Bassigny, Perrusse, Rançonnières, Rangecourt, Sarrey, Saulxures, Serqueux, Val-de-Meuse, Vicq, Voisey. |
| Chalindrey          | Chalindrey            | 45                            | Anrosey, Arbigny-sous-Varennes, Belmont, Bize, Champsevraine, Celsoy, Chalindrey, Champigny-sous-Varennes, Chaudenay, Chézeaux, Coiffy-le-Bas, Culmont, Farincourt, Fayl-Billot, Genevrières, Gilley, Grandchamp, Grenant, Guyonvelle, Haute-Amance, Heuilley-le-Grand, Laferté-sur-Amance, Les Loges, Maizières-sur-Amance, Noidant-Chatenoy, Le Pailly, Palaiseul, Pierremont-sur-Amance, Pisseloup, Poinson-lès-Fayl, Pressigny, Rivières-le-Bois, Rougeux, Saint-Broingt-le-Bois, Saint-Vallier-sur-Marne, Saulles, Savigny, Soyers, Torcenay, Tornay, Valleroy, Varennes-sur-Amance, Velles, Violot, Voncourt. |
| Châteauvillain      | Châteauvillain        | 37                            | Aizanville, Arc-en-Barrois, Aubepierre-sur-Aube, Autreville-sur-la-Renne, Blaisy, Blessonville, Braux-le-Châtel, Bricon, Bugnières, Châteauvillain, Cirfontaines-en-Azois, Colombey-les-Deux-Églises, Coupray, Cour-l'Évêque, Curmont, Dancevoir, Dinteville, Giey-sur-Aujon, Gillancourt, Juzennecourt, Lachapelle-en-Blaisy, Laferté-sur-Aube, Lanty-sur-Aube, Latrecey-Ormoy-sur-Aube, Lavilleneuve-au-Roi, Leffonds, Maranville, Montheries, Orges, Pont-la-Ville, Rennepont, Richebourg, Rizaucourt-Buchey, Silvarouvres, Vaudrémont, Villars-en-Azois, Villiers-sur-Suize. |
| Chaumont-1          | Chaumont              | 6 + fraction de Chaumont      | Brethenay, Condes, Euffigneix, Jonchery, Riaucourt, Treix et la première partie de Chaumont. |
| Chaumont-2          | Chaumont              | 4 + fraction de Chaumont      | Buxières-lès-Villiers, Chamarandes-Choignes, Laville-aux-Bois, Villiers-le-Sec et la deuxième partie de Chaumont. |
| Chaumont-3          | Chaumont              | 5 + fraction de Chaumont      | Foulain, Luzy-sur-Marne, Neuilly-sur-Suize, Semoutiers-Montsaon, Verbiesles et la dernière partie de Chaumont. |
| Eurville-Bienville  | Eurville-Bienville    | 17                            | Bayard-sur-Marne, Chamouilley, Chevillon, Curel, Domblain, Eurville-Bienville, Fays, Fontaines-sur-Marne, Magneux, Maizières, Narcy, Osne-le-Val, Rachecourt-sur-Marne, Roches-sur-Marne, Sommancourt, Troisfontaines-la-Ville, Valleret. |
| Joinville           | Joinville             | 38                            | Ambonville, Arnancourt, Autigny-le-Grand, Autigny-le-Petit, Baudrecourt, Beurville, Blécourt, Blumeray, Bouzancourt, Brachay, Charmes-en-l'Angle, Charmes-la-Grande, Chatonrupt-Sommermont, Cirey-sur-Blaise, Courcelles-sur-Blaise, Dommartin-le-Saint-Père, Donjeux, Doulevant-le-Château, Ferrière-et-Lafolie, Flammerécourt, Fronville, Gudmont-Villiers, Guindrecourt-aux-Ormes, Joinville, Leschères-sur-le-Blaiseron, Mathons, Mertrud, Mussey-sur-Marne, Nomécourt, Nully, Rouvroy-sur-Marne, Rupt, Saint-Urbain-Maconcourt, Suzannecourt, Thonnance-lès-Joinville, Trémilly, Vaux-sur-Saint-Urbain, Vecqueville. |
| Langres             | Langres               | 18                            | Beauchemin, Champigny-lès-Langres, Chanoy, Chatenay-Mâcheron, Chatenay-Vaudin, Faverolles, Humes-Jorquenay, Langres, Lecey, Marac, Mardor, Ormancey, Peigney, Perrancey-les-Vieux-Moulins, Saint-Ciergues, Saint-Martin-lès-Langres, Saint-Maurice, Saints-Geosmes. |
| Nogent              | Nogent                | 29                            | Ageville, Andilly-en-Bassigny, Bannes, Biesles, Bonnecourt, Changey, Charmes, Cuves, Dampierre, Esnouveaux, Forcey, Lanques-sur-Rognon, Louvières, Mandres-la-Côte, Marnay-sur-Marne, Neuilly-l'Évêque, Ninville, Nogent, Orbigny-au-Mont, Orbigny-au-Val, Plesnoy, Poinson-lès-Nogent, Poiseul, Poulangy, Rolampont, Sarcey, Thivet, Vesaignes-sur-Marne, Vitry-lès-Nogent. |
| Poissons            | Poissons              | 65                            | Aillianville, Aingoulaincourt, Annonville, Audeloncourt, Bassoncourt, Bourg-Sainte-Marie, Bourmont-entre-Meuse-et-Mouzon, Brainville-sur-Meuse, Breuvannes-en-Bassigny, Busson, Chalvraines, Chambroncourt, Champigneulles-en-Bassigny, Chaumont-la-Ville, Cirfontaines-en-Ornois, Clinchamp, Doncourt-sur-Meuse, Échenay, Effincourt, Épizon, Germainvilliers, Germay, Germisay, Gillaumé, Graffigny-Chemin, Hâcourt, Harréville-les-Chanteurs, Huilliécourt, Humberville, Illoud, Lafauche, Leurville, Levécourt, Lezéville, Liffol-le-Petit, Longchamp, Maisoncelles, Malaincourt-sur-Meuse, Manois, Mennouveaux, Merrey, Millières, Montreuil-sur-Thonnance, Morionvilliers, Noncourt-sur-le-Rongeant, Orquevaux, Outremécourt, Ozières, Pansey, Paroy-sur-Saulx, Poissons, Prez-sous-Lafauche, Romain-sur-Meuse, Sailly, Saint-Blin, Saint-Thiébault, Saudron, Semilly, Sommerécourt, Soulaucourt-sur-Mouzon, Thol-lès-Millières, Thonnance-les-Moulins, Vaudrecourt, Vesaignes-sous-Lafauche, Vroncourt-la-Côte. |
| Saint-Dizier-1      | Saint-Dizier          | 10 + fraction de Saint-Dizier | Allichamps, Éclaron-Braucourt-Sainte-Livière, Hallignicourt, Humbécourt, Laneuville-au-Pont, Louvemont, Moëslains, Perthes, Valcourt, Villiers-en-Lieu et la première partie de Saint-Dizier. |
| Saint-Dizier-2      | Saint-Dizier          | Fraction de Saint-Dizier      | La deuxième partie de Saint-Dizier. |
| Saint-Dizier-3      | Saint-Dizier          | 2 + fraction de Saint-Dizier  | Bettancourt-la-Ferrée, Chancenay et la dernière partie de Saint-Dizier. |
| Villegusien-le-Lac  | Villegusien-le-Lac    | 54                            | Aprey, Arbot, Auberive, Aujeurres, Aulnoy-sur-Aube, Baissey, Bay-sur-Aube, Bourg, Brennes, Chalancey, Chassigny, Choilley-Dardenay, Cohons, Colmier-le-Bas, Colmier-le-Haut, Coublanc, Courcelles-en-Montagne, Cusey, Dommarien, Flagey, Germaines, Isômes, Leuchey, Longeau-Percey, Maâtz, Le Montsaugeonnais, Mouilleron, Noidant-le-Rocheux, Occey, Orcevaux, Perrogney-les-Fontaines, Poinsenot, Poinson-lès-Grancey, Praslay, Rivière-les-Fosses, Rochetaillée, Rouelles, Rouvres-sur-Aube, Saint-Broingt-les-Fosses, Saint-Loup-sur-Aujon, Ternat, Vaillant, Le Val-d'Esnoms, Vals-des-Tilles, Vauxbons, Verseilles-le-Bas, Verseilles-le-Haut, Vesvres-sous-Chalancey, Villars-Santenoge, Villegusien-le-Lac, Villiers-lès-Aprey, Vitry-en-Montagne, Vivey, Voisines. |
| Wassy               | Wassy                 | 20                            | Attancourt, Bailly-aux-Forges, Brousseval, Ceffonds, Dommartin-le-Franc, Doulevant-le-Petit, Frampas, Laneuville-à-Rémy, Montreuil-sur-Blaise, Morancourt, Planrupt, La Porte-du-Der, Rives-Dervoises, Rachecourt-Suzémont, Sommevoire, Thilleux, Vaux-sur-Blaise, Ville-en-Blaisois, Voillecomte, Wassy. |

## Meurthe-et-Moselle (54) - 23 cantons
| Nom                     | Bureau centralisateur     | Communes                   | Communes |
| ----------------------- | ------------------------- | -------------------------- | --- |
| Baccarat                | Baccarat                  | 91                         | Amenoncourt, Ancerviller, Angomont, Arracourt, Athienville, Autrepierre, Avricourt, Azerailles, Baccarat, Badonviller, Barbas, Bathelémont, Bénaménil, Bertrambois, Bertrichamps, Bezange-la-Grande, Bionville, Blâmont, Blémerey, Bréménil, Brouville, Bures, Buriville, Chazelles-sur-Albe, Chenevières, Cirey-sur-Vezouze, Coincourt, Deneuvre, Domèvre-sur-Vezouze, Domjevin, Emberménil, Fenneviller, Flin, Fontenoy-la-Joûte, Fréménil, Frémonville, Gélacourt, Glonville, Gogney, Gondrexon, Hablainville, Halloville, Harbouey, Herbéviller, Igney, Juvrecourt, Lachapelle, Laneuveville-aux-Bois, Laronxe, Leintrey, Manonviller, Marainviller, Merviller, Mignéville, Montigny, Montreux, Mouacourt, Neufmaisons, Neuviller-lès-Badonviller, Nonhigny, Ogéviller, Parroy, Parux, Petitmont, Pettonville, Pexonne, Pierre-Percée, Raon-lès-Leau, Réchicourt-la-Petite, Réclonville, Reherrey, Reillon, Remoncourt, Repaix, Saint-Clément, Saint-Martin, Saint-Maurice-aux-Forges, Saint-Sauveur, Sainte-Pôle, Tanconville, Thiaville-sur-Meurthe, Thiébauménil, Vacqueville, Val-et-Châtillon, Vaucourt, Vaxainville, Vého, Veney, Verdenal, Xousse, Xures. |
| Entre Seille et Meurthe | Dieulouard                | 39                         | Abaucourt, Armaucourt, Arraye-et-Han, Autreville-sur-Moselle, Belleau, Belleville, Bey-sur-Seille, Bezaumont, Bouxières-aux-Dames, Bratte, Brin-sur-Seille, Chenicourt, Clémery, Custines, Dieulouard, Éply, Faulx, Jeandelaincourt, Landremont, Lanfroicourt, Lay-Saint-Christophe, Létricourt, Leyr, Mailly-sur-Seille, Malleloy, Millery, Moivrons, Montenoy, Morville-sur-Seille, Nomeny, Phlin, Port-sur-Seille, Raucourt, Rouves, Sainte-Geneviève, Sivry, Thézey-Saint-Martin, Ville-au-Val, Villers-lès-Moivrons. |
| Grand Couronné          | Laneuveville-devant-Nancy | 24                         | Agincourt, Amance, Art-sur-Meurthe, Bouxières-aux-Chênes, Buissoncourt, Cerville, Champenoux, Dommartin-sous-Amance, Erbéviller-sur-Amezule, Eulmont, Gellenoncourt, Haraucourt, Laître-sous-Amance, Laneuvelotte, Laneuveville-devant-Nancy, Lenoncourt, Mazerulles, Moncel-sur-Seille, Pulnoy, Réméréville, Saulxures-lès-Nancy, Seichamps, Sornéville, Velaine-sous-Amance. |
| Jarny                   | Jarny                     | 34                         | Allamont, Auboué, Batilly, Boncourt, Brainville, Bruville, Chambley-Bussières, Conflans-en-Jarnisy, Dampvitoux, Doncourt-lès-Conflans, Friauville, Giraumont, Hagéville, Hannonville-Suzémont, Hatrize, Homécourt, Jarny, Jeandelize, Jouaville, Labry, Mars-la-Tour, Moineville, Moutiers, Olley, Puxe, Puxieux, Saint-Ail, Saint-Julien-lès-Gorze, Saint-Marcel, Sponville, Tronville, Valleroy, Ville-sur-Yron, Xonville. |
| Jarville-la-Malgrange   | Jarville-la-Malgrange     | 12                         | Azelot, Burthecourt-aux-Chênes, Coyviller, Fléville-devant-Nancy, Heillecourt, Houdemont, Jarville-la-Malgrange, Ludres, Lupcourt, Manoncourt-en-Vermois, Saint-Nicolas-de-Port, Ville-en-Vermois. |
| Laxou                   | Laxou                     | 2                          | Laxou, Villers-lès-Nancy. |
| Longwy                  | Longwy                    | 8                          | Chenières, Cutry, Haucourt-Moulaine, Herserange, Lexy, Longwy, Mexy, Réhon. |
| Lunéville-1             | Lunéville                 | 25 + fraction de Lunéville | Anthelupt, Bauzemont, Bienville-la-Petite, Bonviller, Courbesseaux, Crévic, Crion, Croismare, Deuxville, Dombasle-sur-Meurthe, Drouville, Einville-au-Jard, Flainval, Hénaménil, Hoéville, Hudiviller, Jolivet, Maixe, Raville-sur-Sânon, Serres, Sionviller, Sommerviller, Valhey, Varangéville, Vitrimont et la première partie de Lunéville. |
| Lunéville-2             | Lunéville                 | 53 + fraction de Lunéville | Barbonville, Bayon, Blainville-sur-l'Eau, Borville, Brémoncourt, Chanteheux, Charmois, Clayeures, Damelevières, Domptail-en-l'Air, Einvaux, Essey-la-Côte, Ferrières, Fraimbois, Franconville, Froville, Gerbéviller, Giriviller, Haigneville, Haudonville, Haussonville, Hériménil, Lamath, Landécourt, Lorey, Loromontzey, Magnières, Mattexey, Méhoncourt, Moncel-lès-Lunéville, Mont-sur-Meurthe, Moriviller, Moyen, Rehainviller, Remenoville, Romain, Rosières-aux-Salines, Rozelieures, Saffais, Saint-Boingt, Saint-Germain, Saint-Mard, Saint-Rémy-aux-Bois, Seranville, Tonnoy, Vallois, Vathiménil, Velle-sur-Moselle, Vennezey, Vigneulles, Villacourt, Virecourt, Xermaménil et la seconde partie de Lunéville. |
| Meine au Saintois       | Vézelise                  | 98                         | Aboncourt, Affracourt, Allain, Allamps, Autrey, Bagneux, Bainville-aux-Miroirs, Barisey-au-Plain, Barisey-la-Côte, Battigny, Benney, Beuvezin, Blénod-lès-Toul, Bouzanville, Bralleville, Bulligny, Ceintrey, Chaouilley, Clérey-sur-Brenon, Colombey-les-Belles, Courcelles, Crantenoy, Crépey, Crévéchamps, Crézilles, Diarville, Dolcourt, Dommarie-Eulmont, Étreval, Favières, Fécocourt, Forcelles-Saint-Gorgon, Forcelles-sous-Gugney, Fraisnes-en-Saintois, Gélaucourt, Gémonville, Gerbécourt-et-Haplemont, Germiny, Germonville, Gibeaumeix, Goviller, Grimonviller, Gripport, Gugney, Hammeville, Haroué, Houdelmont, Houdreville, Housséville, Jevoncourt, Lalœuf, Laneuveville-devant-Bayon, Lebeuville, Lemainville, Leménil-Mitry, Mangonville, Marthemont, Mont-l'Étroit, Mont-le-Vignoble, Moutrot, Neuviller-sur-Moselle, Ochey, Ognéville, Omelmont, Ormes-et-Ville, Parey-Saint-Césaire, Pierreville, Praye, Pulney, Quevilloncourt, Saint-Firmin, Saint-Remimont, Saulxerotte, Saulxures-lès-Vannes, Saxon-Sion, Selaincourt, Tantonville, Thélod, They-sous-Vaudemont, Thorey-Lyautey, Thuilley-aux-Groseilles, Tramont-Émy, Tramont-Lassus, Tramont-Saint-André, Uruffe, Vandeléville, Vannes-le-Châtel, Vaudémont, Vaudeville, Vaudigny, Vézelise, Viterne, Vitrey, Voinémont, Vroncourt, Xeuilley, Xirocourt. |
| Mont-Saint-Martin       | Mont-Saint-Martin         | 32                         | Allondrelle-la-Malmaison, Baslieux, Bazailles, Beuveille, Boismont, Charency-Vezin, Colmey, Cons-la-Grandville, Cosnes-et-Romain, Doncourt-lès-Longuyon, Épiez-sur-Chiers, Fresnois-la-Montagne, Gorcy, Grand-Failly, Han-devant-Pierrepont, Longuyon, Montigny-sur-Chiers, Mont-Saint-Martin, Othe, Petit-Failly, Pierrepont, Saint-Jean-lès-Longuyon, Saint-Pancré, Saint-Supplet, Tellancourt, Ugny, Ville-au-Montois, Ville-Houdlémont, Villers-la-Chèvre, Villers-le-Rond, Villette, Viviers-sur-Chiers. |
| Nancy-1                 | Nancy                     | Fraction de Nancy          | La première partie de Nancy. |
| Nancy-2                 | Nancy                     | Fraction de Nancy          | La deuxième partie de Nancy. |
| Nancy-3                 | Nancy                     | Fraction de Nancy          | La dernière partie de Nancy. |
| Neuves-Maisons          | Neuves-Maisons            | 14                         | Bainville-sur-Madon, Chaligny, Chavigny, Flavigny-sur-Moselle, Frolois, Maizières, Maron, Méréville, Messein, Neuves-Maisons, Pont-Saint-Vincent, Pulligny, Richardménil, Sexey-aux-Forges. |
| Le Nord-Toulois         | Liverdun                  | 56                         | Aingeray, Andilly, Ansauville, Avrainville, Beaumont, Bernécourt, Bois-de-Haye, Boucq, Bouillonville, Bouvron, Bruley, Charey, Domèvre-en-Haye, Dommartin-la-Chaussée, Essey-et-Maizerais, Euvezin, Flirey, Fontenoy-sur-Moselle, Francheville, Gézoncourt, Gondreville, Griscourt, Grosrouvres, Hamonville, Jaillon, Jaulny, Lagney, Limey-Remenauville, Lironville, Liverdun, Lucey, Mamey, Mandres-aux-Quatre-Tours, Manoncourt-en-Woëvre, Manonville, Martincourt, Ménil-la-Tour, Minorville, Noviant-aux-Prés, Pannes, Rembercourt-sur-Mad, Rogéville, Rosières-en-Haye, Royaumeix, Saint-Baussant, Saizerais, Sanzey, Seicheprey, Thiaucourt-Regniéville, Tremblecourt, Trondes, Viéville-en-Haye, Vilcey-sur-Trey, Villers-en-Haye, Villey-Saint-Étienne, Xammes. |
| Pays de Briey           | Jœuf                      | 37                         | Abbéville-lès-Conflans, Affléville, Anderny, Anoux, Audun-le-Roman, Avillers, Avril, Les Baroches, Béchamps, Bettainvillers, Beuvillers, Domprix, Fléville-Lixières, Gondrecourt-Aix, Jœuf, Joppécourt, Joudreville, Landres, Lantéfontaine, Lubey, Mairy-Mainville, Malavillers, Mercy-le-Bas, Mercy-le-Haut, Mont-Bonvillers, Mouaville, Murville, Norroy-le-Sec, Ozerailles, Piennes, Preutin-Higny, Sancy, Thumeréville, Trieux, Tucquegnieux, Val de Briey, Xivry-Circourt. |
| Pont-à-Mousson          | Pont-à-Mousson            | 24                         | Arnaville, Atton, Bayonville-sur-Mad, Blénod-lès-Pont-à-Mousson, Bouxières-sous-Froidmont, Champey-sur-Moselle, Fey-en-Haye, Jezainville, Lesménils, Loisy, Maidières, Montauville, Mousson, Norroy-lès-Pont-à-Mousson, Onville, Pagny-sur-Moselle, Pont-à-Mousson, Prény, Vandelainville, Vandières, Villecey-sur-Mad, Villers-sous-Prény, Vittonville, Waville. |
| Saint-Max               | Saint-Max                 | 5                          | Dommartemont, Essey-lès-Nancy, Malzéville, Saint-Max, Tomblaine. |
| Toul                    | Toul                      | 15                         | Bicqueley, Charmes-la-Côte, Chaudeney-sur-Moselle, Choloy-Ménillot, Dommartin-lès-Toul, Domgermain, Écrouves, Foug, Gye, Laneuveville-derrière-Foug, Lay-Saint-Remy, Pagney-derrière-Barine, Pierre-la-Treiche, Toul, Villey-le-Sec. |
| Val de Lorraine Sud     | Maxéville                 | 5                          | Champigneulles, Frouard, Marbache, Maxéville, Pompey. |
| Vandœuvre-lès-Nancy     | Vandœuvre-lès-Nancy       | 1                          | Vandœuvre-lès-Nancy. |
| Villerupt               | Villerupt                 | 14                         | Bréhain-la-Ville, Crusnes, Errouville, Fillières, Hussigny-Godbrange, Laix, Longlaville, Morfontaine, Saulnes, Serrouville, Thil, Tiercelet, Villers-la-Montagne, Villerupt. |

## Meuse (55) - 17 cantons
| Nom                  | Bureau centralisateur | Communes                    | Communes |
| -------------------- | --------------------- | --------------------------- | --- |
| Ancerville           | Ancerville            | 25                          | Ancerville, Aulnois-en-Perthois, Baudonvilliers, Bazincourt-sur-Saulx, Brillon-en-Barrois, Cousances-les-Forges, Guerpont, Haironville, Juvigny-en-Perthois, Lavincourt, Lisle-en-Rigault, Maulan, Montplonne, Nant-le-Grand, Nant-le-Petit, Rupt-aux-Nonains, Saudrupt, Savonnières-en-Perthois, Silmont, Sommelonne, Stainville, Tannois, Tronville-en-Barrois, Velaines, Ville-sur-Saulx. |
| Bar-le-Duc-1         | Bar-le-Duc            | 12 + fraction de Bar-le-Duc | Combles-en-Barrois, Érize-la-Brûlée, Érize-Saint-Dizier, Géry, Longeville-en-Barrois, Naives-Rosières, Resson, Raival, Rumont, Savonnières-devant-Bar, Seigneulles, Trémont-sur-Saulx et la première partie de Bar-le-Duc. |
| Bar-le-Duc-2         | Bar-le-Duc            | 4 + fraction de Bar-le-Duc  | Behonne, Chardogne, Fains-Véel, Vavincourt et la seconde partie de Bar-le-Duc. |
| Belleville-sur-Meuse | Belleville-sur-Meuse  | 27                          | Abaucourt-Hautecourt, Beaumont-en-Verdunois, Belleville-sur-Meuse, Bezonvaux, Blanzée, Bras-sur-Meuse, Champneuville, Charny-sur-Meuse, Châtillon-sous-les-Côtes, Cumières-le-Mort-Homme, Damloup, Dieppe-sous-Douaumont, Douaumont-Vaux, Eix, Fleury-devant-Douaumont, Gincrey, Grimaucourt-en-Woëvre, Haumont-près-Samogneux, Louvemont-Côte-du-Poivre, Maucourt-sur-Orne, Mogeville, Moranville, Moulainville, Ornes, Samogneux, Thierville-sur-Meuse, Vacherauville. |
| Bouligny             | Bouligny              | 26                          | Amel-sur-l'Étang, Arrancy-sur-Crusnes, Billy-sous-Mangiennes, Bouligny, Dommary-Baroncourt, Domremy-la-Canne, Duzey, Éton, Foameix-Ornel, Gouraincourt, Lanhères, Loison, Mangiennes, Morgemoulin, Muzeray, Nouillonpont, Pillon, Rouvres-en-Woëvre, Rouvrois-sur-Othain, Saint-Laurent-sur-Othain, Saint-Pierrevillers, Senon, Sorbey, Spincourt, Vaudoncourt, Villers-lès-Mangiennes. |
| Clermont-en-Argonne  | Clermont-en-Argonne   | 50                          | Aubréville, Avocourt, Bantheville, Baulny, Béthelainville, Béthincourt, Boureuilles, Brabant-en-Argonne, Brabant-sur-Meuse, Brocourt-en-Argonne, Charpentry, Chattancourt, Cheppy, Cierges-sous-Montfaucon, Le Claon, Clermont-en-Argonne, Consenvoye, Cuisy, Cunel, Dannevoux, Dombasle-en-Argonne, Épinonville, Esnes-en-Argonne, Forges-sur-Meuse, Froidos, Fromeréville-les-Vallons, Futeau, Gercourt-et-Drillancourt, Gesnes-en-Argonne, Les Islettes, Jouy-en-Argonne, Lachalade, Malancourt, Marre, Montblainville, Montfaucon-d'Argonne, Montzéville, Nantillois, Le Neufour, Neuvilly-en-Argonne, Rarécourt, Récicourt, Regnéville-sur-Meuse, Romagne-sous-Montfaucon, Septsarges, Sivry-sur-Meuse, Varennes-en-Argonne, Vauquois, Véry, Vilosnes-Haraumont. |
| Commercy             | Commercy              | 14                          | Boncourt-sur-Meuse, Chonville-Malaumont, Commercy, Euville, Frémeréville-sous-les-Côtes, Girauvoisin, Grimaucourt-près-Sampigny, Geville, Lérouville, Mécrin, Pont-sur-Meuse, Saint-Julien-sous-les-Côtes, Vadonville, Vignot. |
| Dieue-sur-Meuse      | Dieue-sur-Meuse       | 62                          | Ambly-sur-Meuse, Ancemont, Autrécourt-sur-Aire, Bannoncourt, Baudrémont, Beaulieu-en-Argonne, Beausite, Belrain, Bouquemont, Brizeaux, Courcelles-en-Barrois, Courouvre, Dieue-sur-Meuse, Dompcevrin, Èvres, Foucaucourt-sur-Thabas, Fresnes-au-Mont, Génicourt-sur-Meuse, Gimécourt, Heippes, Ippécourt, Julvécourt, Kœur-la-Grande, Kœur-la-Petite, Lahaymeix, Landrecourt-Lempire, Lavallée, Lavoye, Lemmes, Levoncourt, Lignières-sur-Aire, Longchamps-sur-Aire, Ménil-aux-Bois, Les Monthairons, Neuville-en-Verdunois, Nicey-sur-Aire, Nixéville-Blercourt, Nubécourt, Osches, Pierrefitte-sur-Aire, Pretz-en-Argonne, Rambluzin-et-Benoite-Vaux, Récourt-le-Creux, Rupt-devant-Saint-Mihiel, Rupt-en-Woëvre, Saint-André-en-Barrois, Sampigny, Senoncourt-les-Maujouy, Seuil-d'Argonne, Sommedieue, Les Souhesmes-Rampont, Souilly, Thillombois, Tilly-sur-Meuse, Les Trois-Domaines, Vadelaincourt, Ville-devant-Belrain, Villers-sur-Meuse, Ville-sur-Cousances, Villotte-sur-Aire, Waly, Woimbey. |
| Étain                | Étain                 | 42                          | Avillers-Sainte-Croix, Boinville-en-Woëvre, Bonzée, Braquis, Buzy-Darmont, Combres-sous-les-Côtes, Dommartin-la-Montagne, Doncourt-aux-Templiers, Les Éparges, Étain, Fresnes-en-Woëvre, Fromezey, Gussainville, Hannonville-sous-les-Côtes, Harville, Haudiomont, Hennemont, Herbeuville, Herméville-en-Woëvre, Labeuville, Latour-en-Woëvre, Maizeray, Manheulles, Marchéville-en-Woëvre, Mouilly, Moulotte, Pareid, Parfondrupt, Pintheville, Riaville, Ronvaux, Saint-Hilaire-en-Woëvre, Saint-Jean-lès-Buzy, Saint-Remy-la-Calonne, Saulx-lès-Champlon, Thillot, Trésauvaux, Ville-en-Woëvre, Villers-sous-Pareid, Warcq, Watronville, Woël. |
| Ligny-en-Barrois     | Ligny-en-Barrois      | 40                          | Abainville, Amanty, Badonvilliers-Gérauvilliers, Biencourt-sur-Orge, Bonnet, Le Bouchon-sur-Saulx, Brauvilliers, Bure, Chanteraine, Chassey-Beaupré, Couvertpuis, Dainville-Bertheléville, Dammarie-sur-Saulx, Delouze-Rosières, Demange-Baudignécourt, Fouchères-aux-Bois, Givrauval, Gondrecourt-le-Château, Hévilliers, Horville-en-Ornois, Houdelaincourt, Ligny-en-Barrois, Longeaux, Mandres-en-Barrois, Mauvages, Menaucourt, Ménil-sur-Saulx, Montiers-sur-Saulx, Morley, Naix-aux-Forges, Nantois, Ribeaucourt, Les Roises, Saint-Amand-sur-Ornain, Saint-Joire, Tréveray, Vaudeville-le-Haut, Villers-le-Sec, Vouthon-Bas, Vouthon-Haut. |
| Montmédy             | Montmédy              | 45                          | Avioth, Azannes-et-Soumazannes, Bazeilles-sur-Othain, Brandeville, Bréhéville, Breux, Chaumont-devant-Damvillers, Chauvency-le-Château, Chauvency-Saint-Hubert, Damvillers, Delut, Dombras, Écouviez, Écurey-en-Verdunois, Étraye, Flassigny, Gremilly, Han-lès-Juvigny, Iré-le-Sec, Jametz, Juvigny-sur-Loison, Lissey, Louppy-sur-Loison, Marville, Merles-sur-Loison, Moirey-Flabas-Crépion, Montmédy, Peuvillers, Quincy-Landzécourt, Remoiville, Réville-aux-Bois, Romagne-sous-les-Côtes, Rupt-sur-Othain, Thonne-la-Long, Thonne-le-Thil, Thonne-les-Près, Thonnelle, Velosnes, Verneuil-Grand, Verneuil-Petit, Vigneul-sous-Montmédy, Villécloye, Ville-devant-Chaumont, Vittarville, Wavrille. |
| Revigny-sur-Ornain   | Revigny-sur-Ornain    | 28                          | Andernay, Beurey-sur-Saulx, Brabant-le-Roi, Chaumont-sur-Aire, Contrisson, Courcelles-sur-Aire, Couvonges, Érize-la-Petite, Les Hauts-de-Chée, Laheycourt, Laimont, Lisle-en-Barrois, Louppy-le-Château, Mognéville, Nettancourt, Neuville-sur-Ornain, Noyers-Auzécourt, Rancourt-sur-Ornain, Rembercourt-Sommaisne, Remennecourt, Revigny-sur-Ornain, Robert-Espagne, Sommeilles, Val-d'Ornain, Vassincourt, Vaubecourt, Villers-aux-Vents, Villotte-devant-Louppy. |
| Saint-Mihiel         | Saint-Mihiel          | 34                          | Apremont-la-Forêt, Beney-en-Woëvre, Bislée, Bouconville-sur-Madt, Broussey-Raulecourt, Buxières-sous-les-Côtes, Chaillon, Chauvoncourt, Dompierre-aux-Bois, Han-sur-Meuse, Heudicourt-sous-les-Côtes, Jonville-en-Woëvre, Lachaussée, Lacroix-sur-Meuse, Lahayville, Lamorville, Loupmont, Maizey, Montsec, Nonsard-Lamarche, Les Paroches, Rambucourt, Ranzières, Richecourt, Rouvrois-sur-Meuse, Saint-Maurice-sous-les-Côtes, Saint-Mihiel, Seuzey, Troyon, Varnéville, Vaux-lès-Palameix, Valbois, Vigneulles-lès-Hattonchâtel, Xivray-et-Marvoisin. |
| Stenay               | Stenay                | 35                          | Aincreville, Autréville-Saint-Lambert, Baâlon, Beauclair, Beaufort-en-Argonne, Brieulles-sur-Meuse, Brouennes, Cesse, Cléry-le-Grand, Cléry-le-Petit, Doulcon, Dun-sur-Meuse, Fontaines-Saint-Clair, Halles-sous-les-Côtes, Inor, Lamouilly, Laneuville-sur-Meuse, Liny-devant-Dun, Lion-devant-Dun, Luzy-Saint-Martin, Martincourt-sur-Meuse, Milly-sur-Bradon, Mont-devant-Sassey, Montigny-devant-Sassey, Moulins-Saint-Hubert, Mouzay, Murvaux, Nepvant, Olizy-sur-Chiers, Pouilly-sur-Meuse, Sassey-sur-Meuse, Saulmory-et-Villefranche, Stenay, Villers-devant-Dun, Wiseppe. |
| Vaucouleurs          | Vaucouleurs           | 47                          | Bovée-sur-Barboure, Boviolles, Brixey-aux-Chanoines, Broussey-en-Blois, Burey-en-Vaux, Burey-la-Côte, Chalaines, Champougny, Cousances-lès-Triconville, Dagonville, Épiez-sur-Meuse, Erneville-aux-Bois, Goussaincourt, Laneuville-au-Rupt, Loisey-Culey, Marson-sur-Barboure, Maxey-sur-Vaise, Méligny-le-Grand, Méligny-le-Petit, Ménil-la-Horgne, Montbras, Montigny-lès-Vaucouleurs, Naives-en-Blois, Nançois-le-Grand, Nançois-sur-Ornain, Neuville-lès-Vaucouleurs, Ourches-sur-Meuse, Pagny-la-Blanche-Côte, Pagny-sur-Meuse, Reffroy, Rigny-la-Salle, Rigny-Saint-Martin, Saint-Aubin-sur-Aire, Saint-Germain-sur-Meuse, Salmagne, Saulvaux, Sauvigny, Sauvoy, Sepvigny, Sorcy-Saint-Martin, Taillancourt, Troussey, Ugny-sur-Meuse, Vaucouleurs, Villeroy-sur-Méholle, Void-Vacon, Willeroncourt. |
| Verdun-1             | Verdun                | 1 + fraction de Verdun      | Sivry-la-Perche et la première partie de Verdun. |
| Verdun-2             | Verdun                | 4 + fraction de Verdun      | Belleray, Belrupt-en-Verdunois, Dugny-sur-Meuse, Haudainville et la seconde partie de Verdun. |

## Moselle(57) - 27 cantons
| N° | Nom du Canton          | Nombre de communes entières | Communes composant le canton |
| -- | ---------------------- | --------------------------- | --- |
| 1  | Algrange               | 16                          | Algrange, Angevillers, Audun-le-Tiche, Aumetz, Boulange, Fontoy, Havange, Knutange, Lommerange, Neufchef, Nilvange, Ottange, Rédange, Rochonvillers, Russange, Tressange. |
| 2  | Bitche                 | 46                          | Achen, Bærenthal, Bettviller, Bining, Bitche, Bousseviller, Breidenbach, Éguelshardt, Enchenberg, Epping, Erching, Etting, Gœtzenbruck, Gros-Réderching, Hanviller, Haspelschiedt, Hottviller, Lambach, Lemberg, Lengelsheim, Liederschiedt, Loutzviller, Meisenthal, Montbronn, Mouterhouse, Nousseviller-lès-Bitche, Obergailbach, Ormersviller, Petit-Réderching, Philippsbourg, Rahling, Reyersviller, Rimling, Rohrbach-lès-Bitche, Rolbing, Roppeviller, Saint-Louis-lès-Bitche, Schmittviller, Schorbach, Schweyen, Siersthal, Soucht, Sturzelbronn, Volmunster, Waldhouse, Walschbronn. |
| 3  | Boulay-Moselle         | 31                          | Bannay, Bettange, Bionville-sur-Nied, Bisten-en-Lorraine, Boulay-Moselle, Brouck, Condé-Northen, Coume, Creutzwald, Denting, Éblange, Gomelange, Guerting, Guinkirchen, Ham-sous-Varsberg, Helstroff, Hinckange, Mégange, Momerstroff, Narbéfontaine, Niedervisse, Obervisse, Ottonville, Piblange, Roupeldange, Téterchen, Valmunster, Varize, Varsberg, Velving, Volmerange-lès-Boulay. |
| 4  | Bouzonville            | 55                          | Alzing, Anzeling, Apach, Berviller-en-Moselle, Bibiche, Bouzonville, Brettnach, Château-Rouge, Chémery-les-Deux, Colmen, Contz-les-Bains, Dalem, Dalstein, Ébersviller, Falck, Filstroff, Flastroff, Freistroff, Grindorff-Bizing, Guerstling, Halstroff, Hargarten-aux-Mines, Haute-Kontz, Heining-lès-Bouzonville, Hestroff, Holling, Hunting, Kerling-lès-Sierck, Kirsch-lès-Sierck, Kirschnaumen, Laumesfeld, Launstroff, Malling, Manderen, Menskirch, Merschweiller, Merten, Montenach, Neunkirchen-lès-Bouzonville, Oberdorff, Rémelfang, Rémeling, Rémering, Rettel, Ritzing, Rustroff, Saint-François-Lacroix, Schwerdorff, Sierck-les-Bains, Tromborn, Vaudreching, Villing, Vœlfling-lès-Bouzonville, Waldweistroff, Waldwisse. |
| 5  | Les Coteaux de Moselle | 28                          | Ancy-Dornot, Arry, Ars-sur-Moselle, Augny, Châtel-Saint-Germain, Coin-lès-Cuvry, Coin-sur-Seille, Corny-sur-Moselle, Cuvry, Féy, Gorze, Gravelotte, Jouy-aux-Arches, Jussy, Lessy, Lorry-lès-Metz, Lorry-Mardigny, Marieulles, Moulins-lès-Metz, Novéant-sur-Moselle, Pouilly, Pournoy-la-Chétive, Rezonville, Rozérieulles, Sainte-Ruffine, Vaux, Vernéville, Vionville. |
| 6  | Fameck                 | 5                           | Fameck, Florange, Mondelange, Richemont, Uckange. |
| 7  | Faulquemont            | 61                          | Adaincourt, Adelange, Ancerville, Arraincourt, Arriance, Aube, Bambiderstroff, Béchy, Beux, Boucheporn, Buchy, Chanville, Cheminot, Chérisey, Créhange, Elvange, Faulquemont, Flétrange, Fleury, Flocourt, Fouligny, Goin, Guinglange, Hallering, Han-sur-Nied, Haute-Vigneulles, Hémilly, Herny, Holacourt, Laudrefang, Lemud, Liéhon, Longeville-lès-Saint-Avold, Louvigny, Luppy, Mainvillers, Many, Marange-Zondrange, Orny, Pagny-lès-Goin, Pommérieux, Pontoy, Pontpierre, Pournoy-la-Grasse, Rémilly, Sillegny, Silly-en-Saulnois, Solgne, Teting-sur-Nied, Thicourt, Thimonville, Thonville, Tragny, Tritteling-Redlach, Vahl-lès-Faulquemont, Vatimont, Verny, Villers-Stoncourt, Vittoncourt, Voimhaut, Zimming. |
| 8  | Forbach                | 7                           | Cocheren, Forbach, Morsbach, Œting, Petite-Rosselle, Rosbruck, Schœneck. |
| 9  | Freyming-Merlebach     | 11                          | Barst, Béning-lès-Saint-Avold, Betting, Cappel, Farébersviller, Freyming-Merlebach, Guenviller, Henriville, Hombourg-Haut, Hoste, Seingbouse. |
| 10 | Hayange                | 9                           | Clouange, Hayange, Gandrange, Moyeuvre-Grande, Moyeuvre-Petite, Ranguevaux, Rosselange, Serémange-Erzange, Vitry-sur-Orne. |
| 11 | Metz-1                 | fraction Metz               | Partie de la commune de Metz située au nord d'une ligne définie par l'axe des voies et limites suivantes : depuis la limite territoriale de la commune de Longeville-lès-Metz, avenue Joffre, avenue Robert-Schuman, avenue Leclerc-de-Hauteclocque, place Jean-Moulin, rue Antoine-Louis, passage du Sablon, rue aux Arènes, avenue de l'Amphithéâtre, route départementale 955, rue Haute-Seille, place Mazelle, boulevard André-Maginot, rue Henry-de-Ranconval, boulevard de Trèves, rue du Fort-Gambetta, bras mort de la Moselle, jusqu'à la limite territoriale de la commune de Saint-Julien-lès-Metz. |
| 12 | Metz-2                 | fraction Metz               | Partie de la commune de Metz située à l'est d'une ligne définie par l'axe des voies et limites suivantes : depuis la limite territoriale de la commune de Saint-Julien-lès-Metz, bras mort de la Moselle, rue du Fort-Gambetta, boulevard de Trèves, rue Henry-de-Ranconval, boulevard André-Maginot, place Mazelle, rue Haute-Seille, route départementale 955, avenue de Plantières, rue de Queuleu, rue Androuin-Roucel, rue Baudoche, rue du Roi-Albert, avenue de Strasbourg, rue du Fort-Queuleu, allée Jean-Burger (Fort-Queuleu inclus), chemin rural, rue de la Haute-Bevoye, jusqu'à la limite territoriale de la commune de Peltre. |
| 13 | Metz-3                 | fraction Metz               | Partie de la commune de Metz non incluse dans les cantons de Metz-1 et de Metz-2. |
| 14 | Metzervisse            | 27                          | Aboncourt, Basse-Ham, Bertrange, Bettelainville, Bousse, Buding, Budling, Distroff, Elzange, Guénange, Hombourg-Budange, Inglange, Kédange-sur-Canner, Kemplich, Klang, Kœnigsmacker, Kuntzig, Luttange, Metzeresche, Metzervisse, Monneren, Oudrenne, Rurange-lès-Thionville, Stuckange, Valmestroff, Veckring, Volstroff. |
| 15 | Montigny-lès-Metz      | 6                           | Le Ban-Saint-Martin, Longeville-lès-Metz, Marly, Montigny-lès-Metz, Plappeville, Scy-Chazelles. |
| 16 | Le Pays messin         | 49                          | Antilly, Argancy, Ars-Laquenexy, Ay-sur-Moselle, Bazoncourt, Burtoncourt, Chailly-lès-Ennery, Charleville-sous-Bois, Charly-Oradour, Chesny, Chieulles, Coincy, Colligny-Maizery, Courcelles-Chaussy, Courcelles-sur-Nied, Ennery, Les Étangs, Failly, Flévy, Glatigny, Hayes, Jury, Laquenexy, Maizeroy, Malroy, Marsilly, Mécleuves, Mey, Noisseville, Nouilly, Ogy-Montoy-Flanville, Pange, Peltre, Raville, Retonfey, Saint-Hubert, Saint-Julien-lès-Metz, Sainte-Barbe, Sanry-lès-Vigy, Sanry-sur-Nied, Servigny-lès-Raville, Servigny-lès-Sainte-Barbe, Silly-sur-Nied, Sorbey, Trémery, Vantoux, Vany, Vigy, Vry. |
| 17 | Phalsbourg             | 56                          | Abreschviller, Arzviller, Aspach, Barchain, Berling, Bourscheid, Brouderdorff, Brouviller, Dabo, Danne-et-Quatre-Vents, Dannelbourg, Fraquelfing, Garrebourg, Guntzviller, Hangviller, Harreberg, Hartzviller, Haselbourg, Hattigny, Héming, Henridorff, Hérange, Hermelange, Hesse, Hommert, Hultehouse, Lafrimbolle, Landange, Laneuveville-lès-Lorquin, Lixheim, Lorquin, Lutzelbourg, Métairies-Saint-Quirin, Metting, Mittelbronn, Neufmoulins, Niderhoff, Niderviller, Nitting, Phalsbourg, Plaine-de-Walsch, Saint-Jean-Kourtzerode, Saint-Louis, Saint-Quirin, Schneckenbusch, Troisfontaines, Turquestein-Blancrupt, Vasperviller, Vescheim, Vilsberg, Voyer, Walscheid, Waltembourg, Wintersbourg, Xouaxange, Zilling. |
| 18 | Rombas                 | 14                          | Amanvillers, Amnéville, Bronvaux, Fèves, Marange-Silvange, Montois-la-Montagne, Norroy-le-Veneur, Pierrevillers, Plesnois, Rombas, Roncourt, Saint-Privat-la-Montagne, Sainte-Marie-aux-Chênes, Saulny. |
| 19 | Saint-Avold            | 10                          | Altviller, Carling, Diesen, Folschviller, L'Hôpital, Lachambre, Macheren, Porcelette, Saint-Avold, Valmont. |
| 20 | Sarralbe               | 48                          | Altrippe, Baronville, Bérig-Vintrange, Biding, Bistroff, Boustroff, Brulange, Destry, Diffembach-lès-Hellimer, Eincheville, Ernestviller, Erstroff, Frémestroff, Freybouse, Gréning, Grostenquin, Grundviller, Guebenhouse, Guessling-Hémering, Harprich, Hazembourg, Hellimer, Hilsprich, Holving, Kappelkinger, Kirviller, Landroff, Laning, Lelling, Leyviller, Lixing-lès-Saint-Avold, Loupershouse, Maxstadt, Morhange, Nelling, Petit-Tenquin, Puttelange-aux-Lacs, Racrange, Rémering-lès-Puttelange, Richeling, Saint-Jean-Rohrbach, Sarralbe, Suisse, Vahl-Ébersing, Le Val-de-Guéblange, Vallerange, Viller, Woustviller. |
| 21 | Sarrebourg             | 46                          | Assenoncourt, Avricourt, Azoudange, Bébing, Belles-Forêts, Berthelming, Bettborn, Bickenholtz, Buhl-Lorraine, Desseling, Diane-Capelle, Dolving, Fénétrange, Fleisheim, Foulcrey, Fribourg, Gondrexange, Gosselming, Guermange, Haut-Clocher, Hellering-lès-Fénétrange, Hertzing, Hilbesheim, Hommarting, Ibigny, Imling, Kerprich-aux-Bois, Langatte, Languimberg, Mittersheim, Moussey, Niederstinzel, Oberstinzel, Postroff, Réchicourt-le-Château, Réding, Rhodes, Richeval, Romelfing, Saint-Georges, Saint-Jean-de-Bassel, Sarraltroff, Sarrebourg, Schalbach, Veckersviller, Vieux-Lixheim. |
| 22 | Sarreguemines          | 20                          | Bliesbruck, Blies-Ébersing, Blies-Guersviller, Frauenberg, Grosbliederstroff, Hambach, Hundling, Ippling, Kalhausen, Lixing-lès-Rouhling, Neufgrange, Rémelfing, Rouhling, Sarreguemines, Sarreinsming, Wiesviller, Willerwald, Wittring, Wœlfling-lès-Sarreguemines, Zetting. |
| 23 | Le Saulnois            | 135                         | Aboncourt-sur-Seille, Achain, Ajoncourt, Alaincourt-la-Côte, Albestroff, Amelécourt, Attilloncourt, Aulnois-sur-Seille, Bacourt, Bassing, Baudrecourt, Bellange, Bénestroff, Bermering, Bezange-la-Petite, Bidestroff, Bioncourt, Blanche-Église, Bourgaltroff, Bourdonnay, Bréhain, Burlioncourt, Chambrey, Château-Bréhain, Château-Salins, Château-Voué, Chenois, Chicourt, Conthil, Craincourt, Cutting, Dalhain, Delme, Dieuze, Domnom-lès-Dieuze, Donjeux, Donnelay, Fonteny, Fossieux, Foville, Francaltroff, Frémery, Fresnes-en-Saulnois, Gelucourt, Gerbécourt, Givrycourt, Grémecey, Guébestroff, Guéblange-lès-Dieuze, Guébling, Guinzeling, Haboudange, Hampont, Hannocourt, Haraucourt-sur-Seille, Honskirch, Insming, Insviller, Jallaucourt, Juvelize, Juville, Lagarde, Laneuveville-en-Saulnois, Lemoncourt, Léning, Lesse, Ley, Lezey, Lidrezing, Lindre-Basse, Liocourt, Lhor, Lostroff, Loudrefing, Lubécourt, Lucy, Maizières-lès-Vic, Malaucourt-sur-Seille, Manhoué, Marimont-lès-Bénestroff, Marsal, Marthille, Molring, Moncheux, Moncourt, Montdidier, Morville-lès-Vic, Morville-sur-Nied, Moyenvic, Mulcey, Munster, Nébing, Neufvillage, Obreck, Ommeray, Oriocourt, Oron, Pettoncourt, Pévange, Givrycourt, Grémecey, Guébestroff, Guéblange-lès-Dieuze, Guébling, Guinzeling, Haboudange, Hampont, Hannocourt, Haraucourt-sur-Seille, Honskirch, Insming, Insviller, Jallaucourt, Juvelize, Virming, Vittersbourg, Viviers, Vulmont, Wuisse, Xanrey, Xocourt, Zarbeling, Zommange. |
| 24 | Le Sillon mosellan     | 7                           | Hagondange, Hauconcourt, Maizières-lès-Metz, La Maxe, Semécourt, Talange, Woippy. |
| 25 | Stiring-Wendel         | 14                          | Alsting, Behren-lès-Forbach, Bousbach, Diebling, Etzling, Farschviller, Folkling, Kerbach, Metzing, Nousseviller-Saint-Nabor, Spicheren, Stiring-Wendel, Tenteling, Théding. |
| 26 | Thionville             | 1 + fraction Thionville     | 1° Les communes suivantes : Terville. 2° La partie de la commune de Thionville non comprise dans le canton de Yutz. |
| 27 | Yutz                   | 23 + fraction Thionville    | 1° Les communes suivantes : Basse-Rentgen, Berg-sur-Moselle, Beyren-lès-Sierck, Boust, Breistroff-la-Grande, Cattenom, Entrange, Escherange, Évrange, Fixem, Gavisse, Hagen, Hettange-Grande, Illange, Kanfen, Manom, Mondorff, Puttelange-lès-Thionville, Rodemack, Roussy-le-Village, Volmerange-les-Mines, Yutz, Zoufftgen. 2° La partie de la commune de Thionville correspondant aux anciennes communes de Garche et Kœking. |

## Bas-Rhin(67) - 23 cantons
| N° | Nom du Canton          | Nombre de communes entières | Communes composant le canton |
| -- | ---------------------- | --------------------------- | --- |
| 1  | Bischwiller            | 21                          | Bischwiller, Dalhunden, Drusenheim, Forstfeld, Fort-Louis, Herrlisheim, Kaltenhouse, Kauffenheim, Leutenheim, Neuhaeusel, Oberhoffen-sur-Moder, Offendorf, Rœschwoog, Rohrwiller, Roppenheim, Rountzenheim-Auenheim, Schirrhein, Schirrhoffen, Sessenheim, Soufflenheim, Stattmatten. |
| 2  | Bouxwiller             | 52                          | Alteckendorf, Berstett, Bosselshausen, Bossendorf, Bouxwiller, Buswiller, Dingsheim, Dossenheim-Kochersberg, Duntzenheim, Durningen, Ettendorf, Fessenheim-le-Bas, Furdenheim, Geiswiller-Zœbersdorf, Gougenheim, Grassendorf, Griesheim-sur-Souffel, Handschuheim, Hochfelden, Hohfrankenheim, Hurtigheim, Ingenheim, Issenhausen, Ittenheim, Kienheim, Kirrwiller, Kuttolsheim, Lixhausen, Melsheim, Minversheim, Mutzenhouse, Neugartheim-Ittlenheim, Obermodern-Zutzendorf, Obersoultzbach, Pfulgriesheim, Quatzenheim, Ringendorf, Rohr, Schalkendorf, Scherlenheim, Schnersheim, Schwindratzheim, Stutzheim-Offenheim, Truchtersheim, Uttwiller, Waltenheim-sur-Zorn, Wickersheim-Wilshausen, Willgottheim, Wilwisheim, Wingersheim les Quatre Bans, Wintzenheim-Kochersberg, Wiwersheim. |
| 3  | Brumath                | 22                          | Bernolsheim, Bietlenheim, Bilwisheim, Brumath, Donnenheim, Eckwersheim, Gambsheim, Geudertheim, Gries, Hœrdt, Kilstett, Krautwiller, Kriegsheim, Kurtzenhouse, Mittelschaeffolsheim, Mommenheim, Olwisheim, Rottelsheim, Vendenheim, La Wantzenau, Weitbruch, Weyersheim. |
| 4  | Erstein                | 28                          | Benfeld, Bolsenheim, Boofzheim, Daubensand, Diebolsheim, Erstein, Friesenheim, Gerstheim, Herbsheim, Hindisheim, Hipsheim, Huttenheim, Ichtratzheim, Kertzfeld, Kogenheim, Limersheim, Matzenheim, Nordhouse, Obenheim, Osthouse, Rhinau, Rossfeld, Sand, Schaeffersheim, Sermersheim, Uttenheim, Westhouse, Witternheim. |
| 5  | Haguenau               | 14                          | Batzendorf, Berstheim, Dauendorf, Haguenau, Hochstett, Huttendorf, Morschwiller, Niederschaeffolsheim, Ohlungen, Schweighouse-sur-Moder, Uhlwiller, Wahlenheim, Wintershouse, Wittersheim. |
| 6  | Hœnheim                | 10                          | Eckbolsheim, Hœnheim, Lampertheim, Mittelhausbergen, Mundolsheim, Niederhausbergen, Oberhausbergen, Reichstett, Souffelweyersheim, Wolfisheim. |
| 7  | Illkirch-Graffenstaden | 4                           | Eschau, Illkirch-Graffenstaden, Ostwald, Plobsheim. |
| 8  | Ingwiller              | 75                          | Adamswiller, Altwiller, Asswiller, Baerendorf, Berg, Bettwiller, Bischholtz, Bissert, Burbach, Bust, Butten, Dehlingen, Diedendorf, Diemeringen, Domfessel, Dossenheim-sur-Zinsel, Drulingen, Durstel, Erckartswiller, Eschbourg, Eschwiller, Eywiller, Frohmuhl, Gœrlingen, Gungwiller, Harskirchen, Herbitzheim, Hinsbourg, Hinsingen, Hirschland, Ingwiller, Keskastel, Kirrberg, Lichtenberg, Lohr, Lorentzen, Mackwiller, Menchhoffen, Mulhausen, Neuwiller-lès-Saverne, Niedersoultzbach, Oermingen, Ottwiller, Petersbach, La Petite-Pierre, Pfalzweyer, Puberg, Ratzwiller, Rauwiller, Reipertswiller, Rexingen, Rimsdorf, Rosteig, Sarre-Union, Sarrewerden, Schillersdorf, Schœnbourg, Schopperten, Siewiller, Siltzheim, Sparsbach, Struth, Thal-Drulingen, Tieffenbach, Vœllerdingen, Volksberg, Waldhambach, Weinbourg, Weislingen, Weiterswiller, Weyer, Wimmenau, Wingen-sur-Moder, Wolfskirchen, Zittersheim. |
| 9  | Lingolsheim            | 13                          | Achenheim, Blaesheim, Breuschwickersheim, Entzheim, Fegersheim, Geispolsheim, Hangenbieten, Holtzheim, Kolbsheim, Lingolsheim, Lipsheim, Oberschaeffolsheim, Osthoffen. |
| 10 | Molsheim               | 31                          | Altorf, Avolsheim, Bergbieten, Bischoffsheim, Bœrsch, Dachstein, Dahlenheim, Dangolsheim, Dorlisheim, Duppigheim, Duttlenheim, Ergersheim, Ernolsheim-Bruche, Flexbourg, Grendelbruch, Griesheim-près-Molsheim, Innenheim, Kirchheim, Marlenheim, Mollkirch, Molsheim, Nordheim, Odratzheim, Ottrott, Rosenwiller, Rosheim, Saint-Nabor, Scharrachbergheim-Irmstett, Soultz-les-Bains, Wangen, Wolxheim. |
| 11 | Mutzig                 | 51                          | Albé, Barembach, Bassemberg, Bellefosse, Belmont, Blancherupt, Bourg-Bruche, Breitenau, Breitenbach, La Broque, Colroy-la-Roche, Dieffenbach-au-Val, Dinsheim-sur-Bruche, Fouchy, Fouday, Grandfontaine, Gresswiller, Heiligenberg, Lalaye, Lutzelhouse, Maisonsgoutte, Muhlbach-sur-Bruche, Mutzig, Natzwiller, Neubois, Neuve-Église, Neuviller-la-Roche, Niederhaslach, Oberhaslach, Plaine, Ranrupt, Rothau, Russ, Saales, Saint-Blaise-la-Roche, Saint-Martin, Saint-Maurice, Saint-Pierre-Bois, Saulxures, Schirmeck, Solbach, Steige, Still, Thanvillé, Triembach-au-Val, Urbeis, Urmatt, Villé, Waldersbach, Wildersbach, Wisches. |
| 12 | Obernai                | 25                          | Andlau, Barr, Bernardswiller, Bernardvillé, Blienschwiller, Bourgheim, Dambach-la-Ville, Eichhoffen, Epfig, Gertwiller, Goxwiller, Heiligenstein, Le Hohwald, Itterswiller, Krautergersheim, Meistratzheim, Mittelbergheim, Niedernai, Nothalten, Obernai, Reichsfeld, Saint-Pierre, Stotzheim, Valff, Zellwiller. |
| 13 | Reichshoffen           | 43                          | Biblisheim, Bitschhoffen, Dambach, Dieffenbach-lès-Wœrth, Durrenbach, Engwiller, Eschbach, Forstheim, Frœschwiller, Gœrsdorf, Gumbrechtshoffen, Gundershoffen, Gunstett, Hegeney, Kindwiller, Kutzenhausen, Lampertsloch, Langensoultzbach, Laubach, Lembach, Lobsann, Merkwiller-Pechelbronn, Mertzwiller, Mietesheim, Morsbronn-les-Bains, Niederbronn-les-Bains, Niedermodern, Niedersteinbach, Oberbronn, Oberdorf-Spachbach, Obersteinbach, Offwiller, Preuschdorf, Reichshoffen, Rothbach, Uhrwiller, Uttenhoffen, Val de Moder, Walbourg, Windstein, Wingen, Wœrth, Zinswiller. |
| 14 | Saverne                | 49                          | Altenheim, Balbronn, Cosswiller, Crastatt, Dettwiller, Dimbsthal, Eckartswiller, Ernolsheim-lès-Saverne, Friedolsheim, Furchhausen, Gottenhouse, Gottesheim, Haegen, Hattmatt, Hengwiller, Hohengœft, Jetterswiller, Kleingœft, Knœrsheim, Landersheim, Littenheim, Lochwiller, Lupstein, Maennolsheim, Marmoutier, Monswiller, Ottersthal, Otterswiller, Printzheim, Rangen, Reinhardsmunster, Reutenbourg, Romanswiller, Saessolsheim, Saint-Jean-Saverne, Saverne, Schwenheim, Sommerau, Steinbourg, Thal-Marmoutier, Traenheim, Waldolwisheim, Wangenbourg-Engenthal, Wasselonne, Westhoffen, Westhouse-Marmoutier, Wolschheim, Zehnacker, Zeinheim. |
| 15 | Schiltigheim           | 2                           | Bischheim, Schiltigheim. |
| 16 | Sélestat               | 29                          | Artolsheim, Baldenheim, Bindernheim, Bœsenbiesen, Bootzheim, Châtenois, Dieffenthal, Ebersheim, Ebersmunster, Elsenheim, Heidolsheim, Hessenheim, Hilsenheim, Kintzheim, Mackenheim, Marckolsheim, Mussig, Muttersholtz, Ohnenheim, Orschwiller, Richtolsheim, Saasenheim, Scherwiller, Schœnau, Schwobsheim, Sélestat, Sundhouse, La Vancelle, Wittisheim. |
| 17 | Strasbourg-1           | fraction Strasbourg         | Partie de la commune de Strasbourg située à l'intérieur d'un périmètre défini par l'axe des voies et limites suivantes : rue de la Plaine-des-Bouchers, rue Averroès, pont du Heyritz, quai Louis-Pasteur, quai Mathiss, pont des Frères-Matthis, cours de l'Ill, quai Turckheim, quai Desaix, quai de Paris, quai Kellermann, quai Schœpflin, quai Lezay-Marnesia, quai Saint-Etienne, rue de la Pierre-Large, pont Saint-Guillaume, quai des Pêcheurs, rue Ernest-Munch, rue de la Krutenau, rue de Zürich, rue de l'Hôpital-Militaire, rue de Lausanne, quai du Général-Koenig, route de Vienne, canal du Rhône au Rhin, pont Winston-Churchill, rue Edmond-Michelet, rue de Landsberg, avenue Jean-Jaurès, rue de Ribeauvillé, rue de Kaysersberg, rue de la Ziegelau, route du Polygone, rue du Lazaret, rue de la Charité, rue des Vanneaux, voie de chemin de fer.                                                     |
| 18 | Strasbourg-2           | fraction Strasbourg         | Partie de la commune de Strasbourg située au sud d'une ligne définie par l'axe des voies et limites suivantes : depuis la limite territoriale de la commune d'Illkirch-Graffenstaden, canal du Rhône au Rhin, pont du Heyritz, quai Louis-Pasteur, quai Mathiss, pont des Frères-Matthis, cours de l'Ill, quai Turckheim, quai Desaix, quai de Paris, pont de Paris, rue de Sébastopol, place des Halles, rue des Halles, boulevard du Président-Wilson, rue Georges-Wodli, rue de Sarrelouis, petite rue des Magasins, rue de Sarrebourg, voie de chemin de fer, canal de dérivation, rue de Koenigshoffen, route des Romains, allée des Comtes, rue Paul-Verlaine, voie de chemin de fer, chemin du Cuivre, rue de l'Engelbreit, rue Cicéron, rue Virgile. |
| 19 | Strasbourg-3           | fraction Strasbourg         | Partie de la commune de Strasbourg située au nord d'une ligne définie par l'axe des voies et limites suivantes : depuis la limite territoriale de la commune d'Eckbolsheim, rue Virgile, rue Cicéron, rue de l'Engelbreit, chemin du Cuivre, voie de chemin de fer, rue Paul-Verlaine, allée des Comtes, route des Romains, rue de Koenigshoffen, canal de dérivation, voie de chemin de fer. |
| 20 | Strasbourg-4           | fraction Strasbourg         | Partie de la commune de Strasbourg située à l'est d'une ligne définie par l'axe des voies et limites suivantes : depuis la frontière franco-allemande, canal de la Marne au Rhin, cours de l'Ill, pont Saint-Guillaume, rue de la Pierre-Large, quai Saint-Etienne, quai Lezay-Marnesia, quai Schœpflin, quai Kellerman, pont de Paris, rue de Sébastopol, place des Halles, rue des Halles, boulevard du Président-Wilson, rue Georges-Wodli, rue de Sarrelouis, petite rue des Magasins, rue de Sarrebourg, voie de chemin de fer, jusqu'à la limite territoriale de la commune de Schiltigheim. |
| 21 | Strasbourg-5           | fraction Strasbourg         | Partie de la commune de Strasbourg située à l'est d'une ligne définie par l'axe des voies et limites suivantes : depuis la frontière franco-allemande, canal de la Marne-au-Rhin, cours de l'Ill, pont Saint-Guillaume, quai des Pêcheurs, rue Ernest-Munch, rue de la Krutenau, rue de Zürich, rue de l'Hôpital-Militaire, rue de Lausanne, quai du Général-Koenig, route de Vienne, canal du Rhône-au-Rhin, bassin Dusuzeau, bassin Vauban, pont ferroviaire, voie de chemin de fer, rue du Havre, rue du Rhin-Napoléon, canal du Rhône-au-Rhin, canal d'Alsace, cours du Rhin, ligne de haute tension jusqu'à la frontière franco-allemande. |
| 22 | Strasbourg-6           | fraction Strasbourg         | Partie de la commune de Strasbourg non incluse dans les cantons de Strasbourg-1, Strasbourg-2, Strasbourg-3, Strasbourg-4 et Strasbourg-5. |
| 23 | Wissembourg            | 44                          | Aschbach, Beinheim, Betschdorf, Buhl, Cleebourg, Climbach, Crœttwiller, Drachenbronn-Birlenbach, Eberbach-Seltz, Hatten, Hoffen, Hunspach, Ingolsheim, Keffenach, Kesseldorf, Lauterbourg, Memmelshoffen, Mothern, Munchhausen, Neewiller-près-Lauterbourg, Niederlauterbach, Niederrœdern, Oberhoffen-lès-Wissembourg, Oberlauterbach, Oberrœdern, Retschwiller, Riedseltz, Rittershoffen, Rott, Salmbach, Schaffhouse-près-Seltz, Scheibenhard, Schleithal, Schœnenbourg, Seebach, Seltz, Siegen, Soultz-sous-Forêts, Steinseltz, Stundwiller, Surbourg, Trimbach, Wintzenbach, Wissembourg. |

## Haut-Rhin(68) - 17 cantons
| N° | Nom du canton          | Nombre de communes    | Communes composant le canton |
| -- | ---------------------- | --------------------- | --- |
| 1  | Altkirch               | 64                    | Altkirch, Aspach, Bendorf, Berentzwiller, Bettendorf, Bettlach, Biederthal, Bisel, Bouxwiller, Carspach, Courtavon, Durlinsdorf, Durmenach, Emlingen, Feldbach, Ferrette, Fislis, Franken, Frœningen, Hausgauen, Heidwiller, Heimersdorf, Heiwiller, Hirsingue, Hirtzbach, Hochstatt, Hundsbach, Illfurth, Illtal, Jettingen, Kiffis, Kœstlach, Levoncourt, Liebsdorf, Ligsdorf, Linsdorf, Lucelle, Luemschwiller, Lutter, Mœrnach, Muespach, Muespach-le-Haut, Oberlarg, Obermorschwiller, Oltingue, Raedersdorf, Riespach, Roppentzwiller, Ruederbach, Saint-Bernard, Schwoben, Sondersdorf, Spechbach, Steinsoultz, Tagolsheim, Tagsdorf, Vieux-Ferrette, Waldighofen, Walheim, Werentzhouse, Willer, Winkel, Wittersdorf, Wolschwiller.                                  |
| 2  | Brunstatt              | 27                    | Bartenheim, Brinckheim, Bruebach, Brunstatt-Didenheim, Dietwiller, Eschentzwiller, Flaxlanden, Geispitzen, Helfrantzkirch, Kappelen, Kembs, Kœtzingue, Landser, Magstatt-le-Bas, Magstatt-le-Haut, Rantzwiller, Schlierbach, Sierentz, Steinbrunn-le-Bas, Steinbrunn-le-Haut, Stetten, Uffheim, Wahlbach, Waltenheim, Zaessingue, Zillisheim, Zimmersheim. |
| 3  | Cernay                 | 31                    | Aspach-le-Bas, Aspach-Michelbach, Bitschwiller-lès-Thann, Bourbach-le-Bas, Bourbach-le-Haut, Cernay, Fellering, Geishouse, Goldbach-Altenbach, Husseren-Wesserling, Kruth, Leimbach, Malmerspach, Mitzach, Mollau, Moosch, Oderen, Rammersmatt, Ranspach, Roderen, Saint-Amarin, Schweighouse-Thann, Steinbach, Storckensohn, Thann, Uffholtz, Urbès, Vieux-Thann, Wattwiller, Wildenstein, Willer-sur-Thur. |
| 4  | Colmar-1               | 1 + fraction Colmar   | 1. La commune suivante : Ingersheim. 2. La partie de la commune de Colmar située à l'ouest d'une ligne définie par l'axe des voies et limites suivantes : depuis la limite territoriale de la commune de Wettolsheim, ligne de chemin de fer de Strasbourg à Bâle, rue d'Altkirch, route de Rouffach, place de la Gare, rue Georges-Lasch, rue de la Gare, rue des Trois-Épis, rue du Jura, route d'Ingersheim, rue des Papeteries, rue Henry-Wilhelm, rue de la Cavalerie, rue du Ladhof, rue Gustave-Umbdenstock, rue Frédéric-Kuhlmann, rue Ludwig-van-Beethoven, rue Charles-Marie-Widor, rue du Ladhof, avenue Joseph-Rey, route de Strasbourg, jusqu'à la limite territoriale de la commune d'Houssen.                                                                 |
| 5  | Colmar-2               | 12 + fraction Colmar  | 1. Les communes suivantes : Andolsheim, Bischwihr, Fortschwihr, Grussenheim, Horbourg-Wihr, Houssen, Jebsheim, Muntzenheim, Porte du Ried, Sainte-Croix-en-Plaine, Sundhoffen, Wickerschwihr. 2. La partie de la commune de Colmar non incluse dans le canton de Colmar-1. |
| 6  | Ensisheim              | 38                    | Algolsheim, Appenwihr, Artzenheim, Balgau, Baltzenheim, Biesheim, Biltzheim, Blodelsheim, Dessenheim, Durrenentzen, Ensisheim, Fessenheim, Geiswasser, Heiteren, Hettenschlag, Hirtzfelden, Kunheim, Logelheim, Meyenheim, Munchhouse, Munwiller, Nambsheim, Neuf-Brisach, Niederentzen, Niederhergheim, Oberentzen, Oberhergheim, Obersaasheim, Réguisheim, Roggenhouse, Rustenhart, Rumersheim-le-Haut, Urschenheim, Vogelgrun, Volgelsheim, Weckolsheim, Widensolen, Wolfgantzen. |
| 7  | Guebwiller             | 18                    | Bergholtz, Bergholtzzell, Buhl, Guebwiller, Hartmannswiller, Issenheim, Jungholtz, Lautenbach, Lautenbachzell, Linthal, Merxheim, Murbach, Orschwihr, Raedersheim, Rimbach-près-Guebwiller, Rimbachzell, Soultz-Haut-Rhin, Wuenheim. |
| 8  | Kingersheim            | 8                     | Galfingue, Heimsbrunn, Kingersheim, Lutterbach, Morschwiller-le-Bas, Pfastatt, Reiningue, Richwiller. |
| 9  | Masevaux               | 59                    | Altenach, Ballersdorf, Balschwiller, Bellemagny, Bernwiller, Bréchaumont, Bretten, Buethwiller, Burnhaupt-le-Bas, Burnhaupt-le-Haut, Chavannes-sur-l'Étang, Dannemarie, Diefmatten, Dolleren, Églingen, Elbach, Éteimbes, Falkwiller, Friesen, Fulleren, Gildwiller, Gommersdorf, Guevenatten, Guewenheim, Hagenbach, Hecken, Hindlingen, Kirchberg, Largitzen, Lauw, Le Haut Soultzbach, Magny, Manspach, Masevaux-Niederbruck, Mertzen, Montreux-Jeune, Montreux-Vieux, Mooslargue, Oberbruck, Pfetterhouse, Retzwiller, Rimbach-près-Masevaux, Romagny, Saint-Cosme, Saint-Ulrich, Sentheim, Seppois-le-Bas, Seppois-le-Haut, Sewen, Sickert, Soppe-le-Bas, Sternenberg, Strueth, Traubach-le-Bas, Traubach-le-Haut, Ueberstrass, Valdieu-Lutran, Wegscheid, Wolfersdorf. |
| 10 | Mulhouse-1             | fraction Mulhouse     | Partie de la commune de Mulhouse située à l'ouest d'une ligne définie par l'axe des voies et limites suivantes : depuis la limite territoriale de la commune de Pfastatt, rue Oscar-Lesage, rue de Pfastatt, rue de Strasbourg, quai de la Cloche, avenue Aristide-Briand, boulevard du Président-Roosevelt, rue de l'Arsenal, rue de la Loi, rue de la Synagogue, place de la Paix, rue de la Sinne, porte du Miroir, quai d'Oran, canal du Rhône au Rhin, jusqu'à la limite territoriale de la commune de Brunstatt. |
| 11 | Mulhouse-2             | fraction Mulhouse     | partie de la commune de Mulhouse située au nord d'une ligne définie par l'axe des voies et limites suivantes : depuis la limite territoriale de la commune de Pfastatt, rue Oscar-Lesage, rue de Pfastatt, rue de Strasbourg, quai de la Cloche, avenue Aristide-Briand, boulevard du Président-Roosevelt, avenue du Président-Kennedy, boulevard de l'Europe, rue du Nordfeld, allée Nathan-Katz, rue du Nouveau-Bassin, avenue Roger-Salengro, ancien chemin de Modenheim, avenue Alphonse-Juin, rue Lefèbvre, avenue du Repos, jusqu'à la limite territoriale de la commune d'Illzach. |
| 12 | Mulhouse-3             | 1 + fraction Mulhouse | 1. La commune suivante : Illzach. 2. La partie de la commune de Mulhouse non incluse dans les cantons de Mulhouse-1 et de Mulhouse-2. |
| 13 | Rixheim                | 12                    | Baldersheim, Bantzenheim, Battenheim, Chalampé, Habsheim, Hombourg, Niffer, Ottmarsheim, Petit-Landau, Riedisheim, Rixheim, Sausheim. |
| 14 | Saint-Louis            | 21                    | Attenschwiller, Blotzheim, Buschwiller, Folgensbourg, Hagenthal-le-Bas, Hagenthal-le-Haut, Hégenheim, Hésingue, Huningue, Knœringue, Leymen, Liebenswiller, Michelbach-le-Bas, Michelbach-le-Haut, Neuwiller, Ranspach-le-Bas, Ranspach-le-Haut, Rosenau, Saint-Louis, Village-Neuf, Wentzwiller. |
| 15 | Sainte-Marie-aux-Mines | 28                    | Ammerschwihr, Aubure, Beblenheim, Bennwihr, Bergheim, Le Bonhomme, Fréland, Guémar, Hunawihr, Illhaeusern, Katzenthal, Kaysersberg Vignoble, Labaroche, Lapoutroie, Lièpvre, Mittelwihr, Orbey, Ostheim, Ribeauvillé, Riquewihr, Rodern, Rombach-le-Franc, Rorschwihr, Saint-Hippolyte, Sainte-Croix-aux-Mines, Sainte-Marie-aux-Mines, Thannenkirch, Zellenberg. |
| 16 | Wintzenheim            | 35                    | Breitenbach-Haut-Rhin, Éguisheim, Eschbach-au-Val, Griesbach-au-Val, Gueberschwihr, Gundolsheim, Gunsbach, Hattstatt, Herrlisheim-près-Colmar, Hohrod, Husseren-les-Châteaux, Luttenbach-près-Munster, Metzeral, Mittlach, Muhlbach-sur-Munster, Munster, Niedermorschwihr, Obermorschwihr, Osenbach, Pfaffenheim, Rouffach, Sondernach, Soultzbach-les-Bains, Soultzeren, Soultzmatt, Stosswihr, Turckheim, Vœgtlinshoffen, Walbach, Wasserbourg, Westhalten, Wettolsheim, Wihr-au-Val, Wintzenheim, Zimmerbach. |
| 17 | Wittenheim             | 9                     | Berrwiller, Bollwiller, Feldkirch, Pulversheim, Ruelisheim, Staffelfelden, Ungersheim, Wittelsheim, Wittenheim. |

## Vosges(88) - 17 cantons
| N° | Nom du canton          | Nombre de communes                 | Communes composant le canton |
| -- | ---------------------- | ---------------------------------- | --- |
| 1  | La Bresse              | 15                                 | Basse-sur-le-Rupt, La Bresse, Cornimont, Faucompierre, La Forge, Gerbamont, Rochesson, Sapois, Saulxures-sur-Moselotte, Le Syndicat, Tendon, Thiéfosse, Le Tholy, Vagney, Ventron. |
| 2  | Bruyères               | 51                                 | Aydoilles, Badménil-aux-Bois, Bayecourt, Beauménil, Belmont-sur-Buttant, Biffontaine, Bois-de-Champ, Brouvelieures, Bruyères, Champdray, Champ-le-Duc, Charmois-devant-Bruyères, Cheniménil, Destord, Deycimont, Docelles, Domèvre-sur-Durbion, Domfaing, Dompierre, Fays, Fiménil, Fontenay, Fremifontaine, Girecourt-sur-Durbion, Grandvillers, Gugnécourt, Herpelmont, Jussarupt, Laval-sur-Vologne, Laveline-devant-Bruyères, Laveline-du-Houx, Lépanges-sur-Vologne, Méménil, Mortagne, La Neuveville-devant-Lépanges, Nonzeville, La Neuveville-devant-Lépanges, Nonzeville, Padoux, Pallegney, Pierrepont-sur-l'Arentèle, Les Poulières, Prey, Rehaupal, Les Rouges-Eaux, Le Roulier, Sainte-Hélène, Sercœur, Vervezelle, Villoncourt, Viménil, Xamontarupt, Zincourt. |
| 3  | Charmes                | 52                                 | Avillers, Avrainville, Battexey, Bettegney-Saint-Brice, Bettoncourt, Bouxières-aux-Bois, Bouxurulles, Brantigny, Bult, Chamagne, Charmes, Châtel-sur-Moselle, Clézentaine, Damas-aux-Bois, Deinvillers, Derbamont, Essegney, Évaux-et-Ménil, Fauconcourt, Florémont, Gircourt-lès-Viéville, Gugney-aux-Aulx, Hadigny-les-Verrières, Haillainville, Hardancourt, Hergugney, Jorxey, Langley, Madegney, Marainville-sur-Madon, Moriville, Moyemont, Nomexy, Ortoncourt, Pont-sur-Madon, Portieux, Pont-sur-Madon, Portieux, Rapey, Regney, Rehaincourt, Romont, Rugney, Saint-Genest, Saint-Maurice-sur-Mortagne, Saint-Vallier, Savigny, Socourt, Ubexy, Varmonzey, Vincey, Vomécourt, Vomécourt-sur-Madon, Xaronval. |
| 4  | Darney                 | 82                                 | Les Ableuvenettes, Ahéville, Ainvelle, Ameuvelle, Attigny, Bainville-aux-Saules, Bazegney, Begnécourt, Belmont-lès-Darney, Belrupt, Bleurville, Blevaincourt, Bocquegney, Bonvillet, Bouzemont, Châtillon-sur-Saône, Circourt, Claudon, Damas-et-Bettegney, Damblain, Darney, Dombasle-devant-Darney, Dommartin-aux-Bois, Dommartin-lès-Vallois, Dompaire, Escles, Esley, Fignévelle, Fouchécourt, Frain, Frénois, Gelvécourt-et-Adompt, Gignéville, Girancourt, Godoncourt, Gorhey, Grignoncourt, Hagécourt, Harol, Hennecourt, Hennezel, Isches, Jésonville, Lamarche, Légéville-et-Bonfays, Lerrain, Lironcourt, Madonne-et-Lamerey, Marey, Maroncourt, Martigny-les-Bains, Martinvelle, Mont-lès-Lamarche, Monthureux-sur-Saône, Morizécourt, Nonville, Pierrefitte, Pont-lès-Bonfays, Provenchères-lès-Darney, Racécourt, Regnévelle, Relanges, Robécourt, Rocourt, Romain-aux-Bois, Rozières-sur-Mouzon, Saint-Baslemont, Saint-Julien, Sans-Vallois, Senaide, Senonges, Serécourt, Serocourt, Les Thons, Tignécourt, Tollaincourt, Les Vallois, Vaubexy, Velotte-et-Tatignécourt, Ville-sur-Illon, Villotte, Viviers-le-Gras. |
| 5  | Épinal-1               | 7 + fraction Épinal                | 1. Les communes suivantes : Arches, Chantraine, Chaumousey, Dinozé, Les Forges, Renauvoid, Sanchey. 2. La partie de la commune d'Épinal située sur la rive gauche de la Moselle. |
| 6  | Épinal-2               | 8 + fraction Épinal                | 1. Les communes suivantes : Archettes, La Baffe, Deyvillers, Dignonville, Dogneville, Jeuxey, Longchamp, Vaudéville. 2. La partie de la commune d'Épinal située sur la rive droite de la Moselle. |
| 7  | Gérardmer              | 17                                 | Anould, Arrentès-de-Corcieux, Aumontzey, Ban-sur-Meurthe-Clefcy, Barbey-Seroux, La Chapelle-devant-Bruyères, Corcieux, Fraize, Gérardmer, Gerbépal, Granges-sur-Vologne, La Houssière, Liézey, Plainfaing, Le Valtin, Vienville, Xonrupt-Longemer. |
| 8  | Golbey                 | 14                                 | Chavelot, Darnieulles, Domèvre-sur-Avière, Fomerey, Frizon, Gigney, Girmont, Golbey, Igney, Mazeley, Oncourt, Thaon-les-Vosges, Uxegney, Vaxoncourt. |
| 9  | Mirecourt              | 6                                  | Ambacourt, Aouze, Aroffe, Balléville, Baudricourt, Biécourt, Blémerey, Boulaincourt, Châtenois, Chauffecourt, Chef-Haut, Courcelles-sous-Châtenois, Darney-aux-Chênes, Dolaincourt, Dombasle-en-Xaintois, Dommartin-sur-Vraine, Domvallier, Frenelle-la-Grande, Frenelle-la-Petite, Gironcourt-sur-Vraine, Houécourt, Hymont, Juvaincourt, Longchamp-sous-Châtenois, Maconcourt, Madecourt, Mattaincourt, Mazirot, Ménil-en-Xaintois, Mirecourt, Morelmaison, La Neuveville-sous-Châtenois, Oëlleville, Ollainville, Pleuvezain, Poussay, Pleuvezain, Poussay, Puzieux, Rainville, Ramecourt, Remicourt, Removille, Repel, Rouvres-en-Xaintois, Saint-Menge, Saint-Paul, Saint-Prancher, Sandaucourt, Soncourt, Thiraucourt, Totainville, Valleroy-aux-Saules, Vicherey, Villers, Viocourt, Vouxey, Vroville. |
| 10 | Neufchâteau            | 47                                 | Attignéville, Autigny-la-Tour, Autreville, Avranville, Barville, Bazoilles-sur-Meuse, Beaufremont, Brechainville, Certilleux, Chermisey, Circourt-sur-Mouzon, Clérey-la-Côte, Coussey, Domrémy-la-Pucelle, Frebécourt, Fréville, Grand, Greux, Harchéchamp, Harmonville, Houéville, Jainvillotte, Jubainville, Landaville, Lemmecourt, Liffol-le-Grand, Martigny-les-Gerbonvaux, Maxey-sur-Meuse, Midrevaux, Moncel-sur-Vair, Mont-lès-Neufchâteau, Neufchâteau, Pargny-sous-Mureau, Pompierre, Punerot, Rebeuville, Punerot, Rebeuville, Rollainville, Rouvres-la-Chétive, Ruppes, Sartes, Seraumont, Sionne, Soulosse-sous-Saint-Élophe, Tilleux, Trampot, Tranqueville-Graux, Villouxel. |
| 11 | Raon-l'Étape           | 40                                 | Allarmont, Anglemont, Ban-de-Sapt, Bazien, Belval, Brû, Celles-sur-Plaine, Châtas, Denipaire, Domptail, Doncières, Étival-Clairefontaine, Grandrupt, Hurbache, Luvigny, Ménarmont, Ménil-de-Senones, Ménil-sur-Belvitte, Le Mont, Moussey, Moyenmoutier, Nompatelize, Nossoncourt, La Petite-Raon, Le Puid, Raon-l'Étape, Raon-sur-Plaine, Roville-aux-Chênes, Saint-Benoît-la-Chipotte, Saint-Jean-d'Ormont, Saint-Pierremont, Saint-Remy, Saint-Stail, Sainte-Barbe, Le Saulcy, Senones, Le Saulcy, Senones, Le Vermont, Vexaincourt, Vieux-Moulin, Xaffévillers. |
| 12 | Remiremont             | 9                                  | Cleurie, Éloyes, Jarménil, Pouxeux, Raon-aux-Bois, Remiremont, Saint-Amé, Saint-Étienne-lès-Remiremont, Saint-Nabord. |
| 13 | Saint-Dié-des-Vosges-1 | 10 + fraction Saint-Dié-des-Vosges | 1. Les communes suivantes : Autrey, La Bourgonce, Housseras, Jeanménil, Rambervillers, Saint-Gorgon, Saint-Michel-sur-Meurthe, La Salle, Taintrux, La Voivre. 2. La partie de la commune de Saint-Dié-des-Vosges située à l'ouest d'une ligne définie par l'axe des voies et limites suivantes : depuis la limite territoriale de la commune de Sainte-Marguerite, ligne de chemin de fer d'Épinal à Rothau, gare SNCF, place Pierre-Semard, rue Gambetta, rue Thiers, place du Général-de-Gaulle, quai du Torrent, avenue de Robache (route départementale 49), chemin de la ferme d'Ortimont et son prolongement jusqu'à l'extrémité du chemin rural du Dessus-de-l'Orme, chemin rural du Dessus-de-l'Orme, route forestière de la Bure et son prolongement, jusqu'à la limite territoriale de la commune d'Hurbache. |
| 14 | Saint-Dié-des-Vosges-2 | 26 + fraction Saint-Dié-des-Vosges | 1. Les communes suivantes : Ban-de-Laveline, Bertrimoutier, Le Beulay, Coinches, Colroy-la-Grande, Combrimont, La Croix-aux-Mines, Entre-deux-Eaux, Frapelle, Gemaingoutte, La Grande-Fosse, Lesseux, Lubine, Lusse, Mandray, Nayemont-les-Fosses, Neuvillers-sur-Fave, Pair-et-Grandrupt, La Petite-Fosse, Provenchères-sur-Fave, Raves, Remomeix, Saint-Léonard, Sainte-Marguerite, Saulcy-sur-Meurthe, Wisembach. 2. La partie de la commune de Saint-Dié-des-Vosges non incluse dans le canton de Saint-Dié-des-Vosges-1. |
| 15 | Le Thillot             | 10                                 | Bussang, Dommartin-lès-Remiremont, Ferdrupt, Fresse-sur-Moselle, Le Ménil, Ramonchamp, Rupt-sur-Moselle, Saint-Maurice-sur-Moselle, Le Thillot, Vecoux. |
| 16 | Le Val-d'Ajol          | 24                                 | Bains-les-Bains, Bellefontaine, La Chapelle-aux-Bois, Charmois-l'Orgueilleux, Le Clerjus, Dounoux, Fontenoy-le-Château, Girmont-Val-d'Ajol, Grandrupt-de-Bains, Gruey-lès-Surance, Hadol, Harsault, Hautmougey, La Haye, Le Magny, Montmotier, Plombières-les-Bains, Trémonzey, Uriménil, Uzemain, Le Val-d'Ajol, Vioménil, Les Voivres, Xertigny. |
| 17 | Vittel                 | 45                                 | Aingeville, Aulnois, Auzainvilliers, Bazoilles-et-Ménil, Belmont-sur-Vair, Bulgnéville, Contrexéville, Crainvilliers, Dombrot-le-Sec, Dombrot-sur-Vair, Domèvre-sous-Montfort, Domjulien, Estrennes, Gemmelaincourt, Gendreville, Hagnéville-et-Roncourt, Haréville, Lignéville, Malaincourt, Mandres-sur-Vair, Médonville, Monthureux-le-Sec, Morville, La Neuveville-sous-Montfort, Norroy, Offroicourt, Parey-sous-Montfort, Rancourt, Remoncourt, Rozerotte, Saint-Ouen-lès-Parey, Saint-Remimont, Saulxures-lès-Bulgnéville, Sauville, Suriauville, They-sous-Montfort, Suriauville, They-sous-Montfort, Thuillières, Urville, La Vacheresse-et-la-Rouillie, Valfroicourt, Valleroy-le-Sec, Vaudoncourt, Vittel, Viviers-lès-Offroicourt, Vrécourt. |